# Alexandru Chira
Alexandru Chira  (n. 29 octombrie 1947, Tăușeni, România – d. 11 iulie 2011, București, România) a fost un artist plastic, profesor universitar și teoretician român. Se autodefinea, nu fără ironie, „un maestru al utopiei”. În opera sa se identifică permanent un mesaj multidimensional și o obsesie pentru comunicarea complexă, manifestate printr-o operă de anvergură care acoperă pictură și desen, instalație, land-art și film, articole, eseuri și studii de specialitate.

## Studii
1968–1972 – Institutul de Arte Plastice „Nicolae Grigorescu”, Secția Pictură – București, România
1966–1968 – Institutul de Arte Plastice „Ion Andreescu”, Secția Pictură – Cluj, România
1961–1966 – Liceul de Arte Plastice – Cluj, România 

## Premii și distincții (sinteză)
2004 – Ordinul Meritul Cultural în Grad de Comandor, acordat de Presedinția României.
1999 – Premiul U.A.P. pentru pictură (pentru a doua oară);
1996 – Premiul Academiei Române;
1994 – Premiul Centrului Internațional pentru Artă Contemporană;
1993 – Premiul U.A.P. pentru pictură;
1974 – Bursa U.A.P., România;

## Tablouri de Alexandru Chira

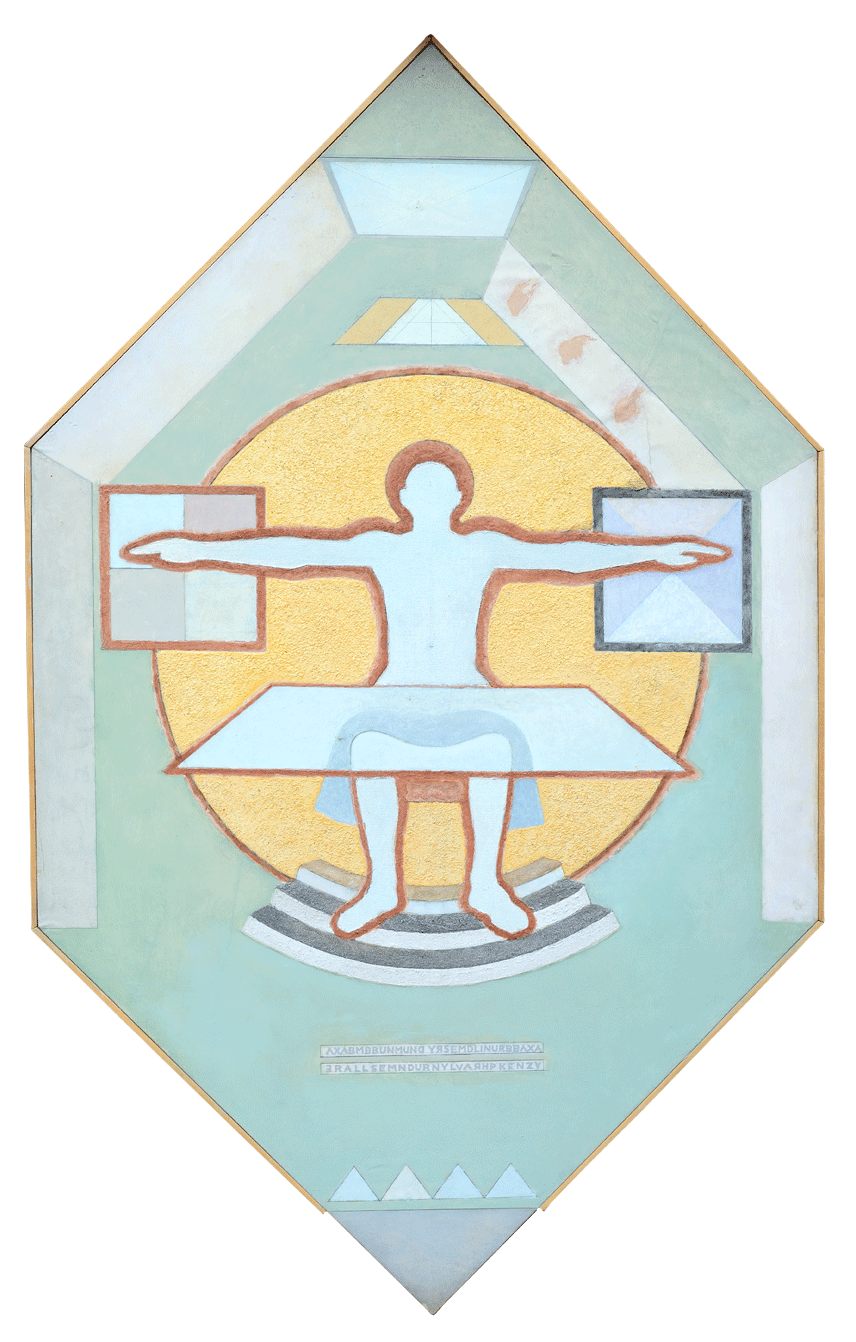
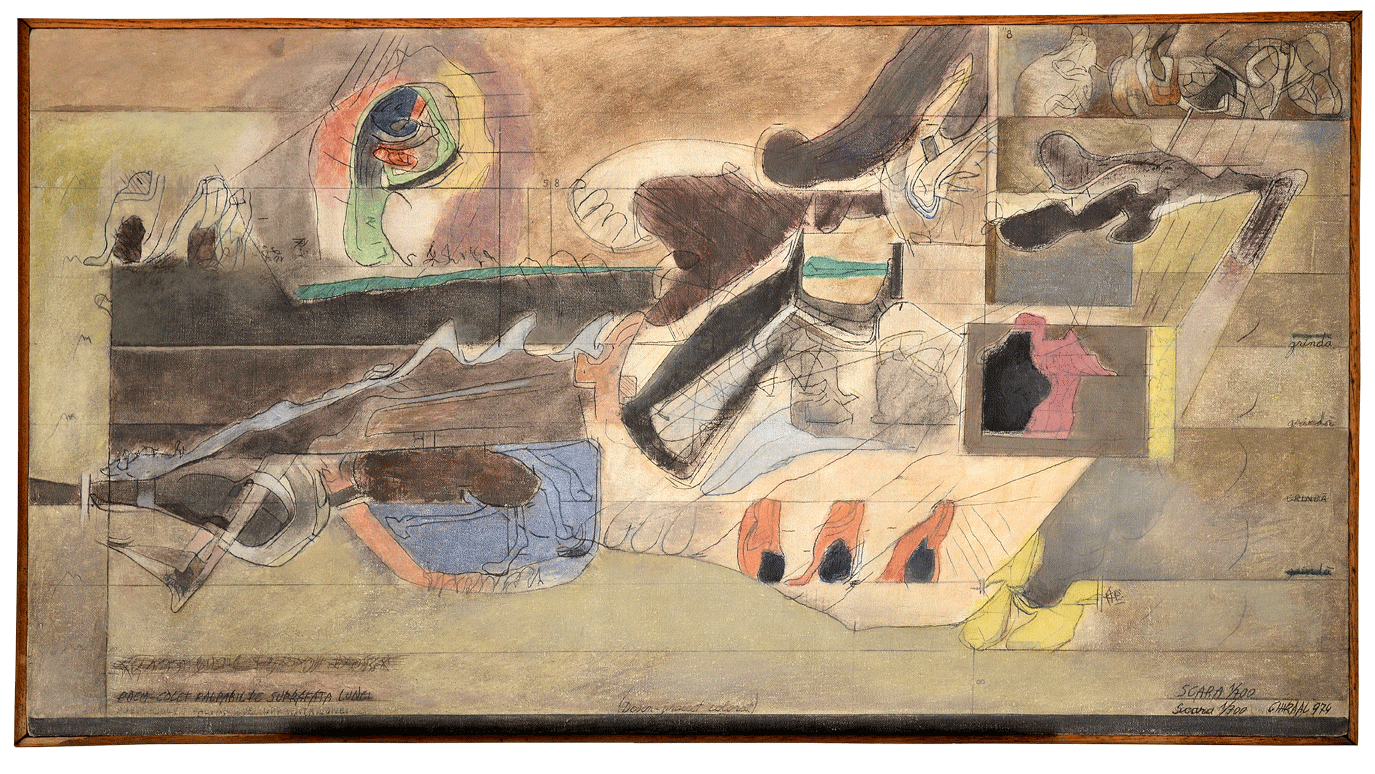
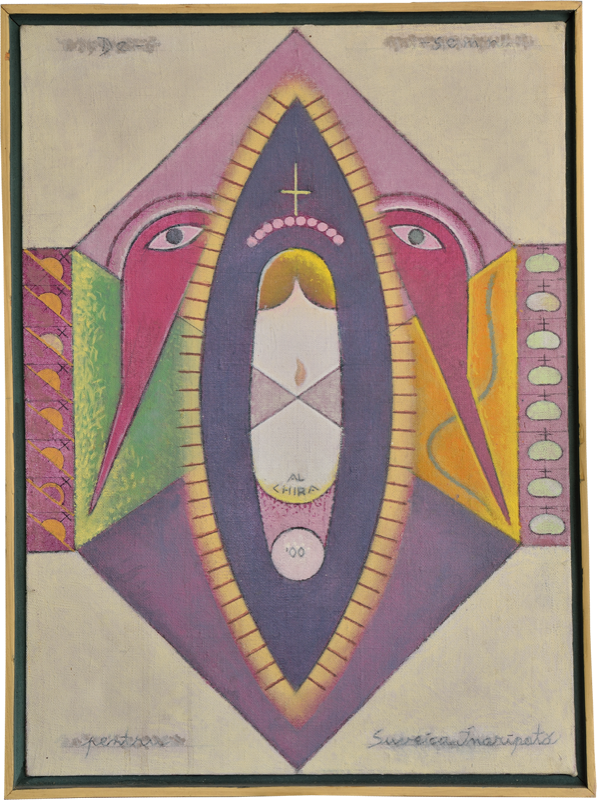
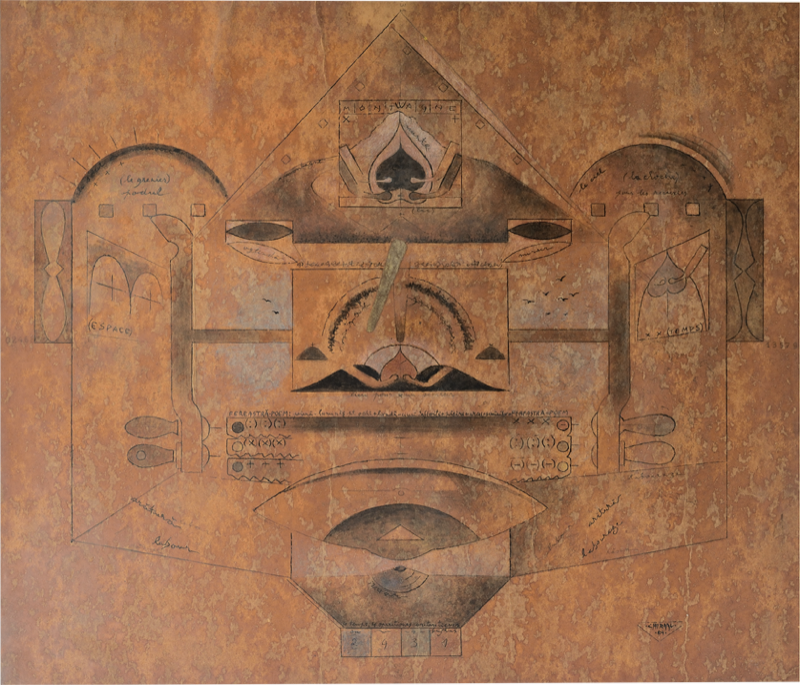
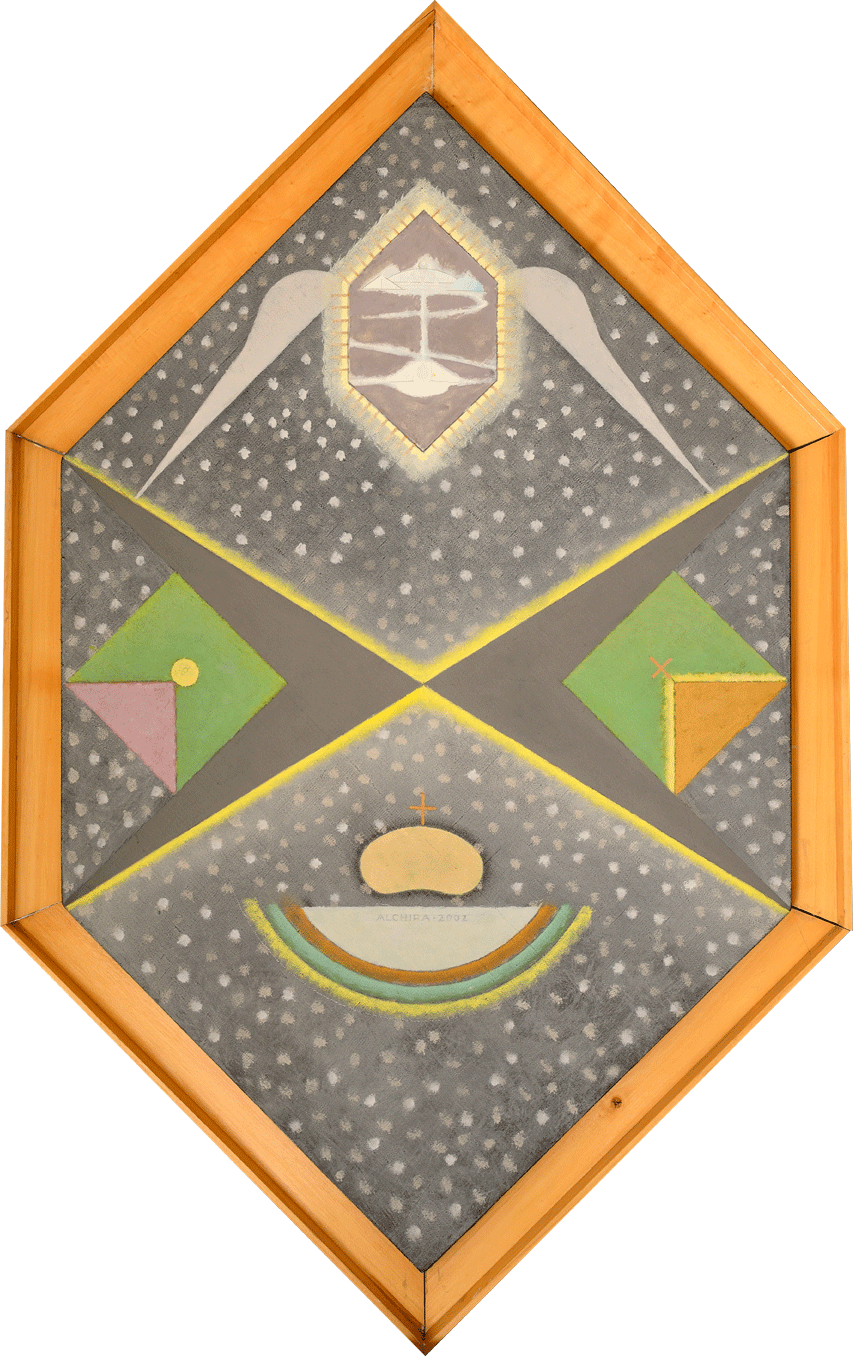
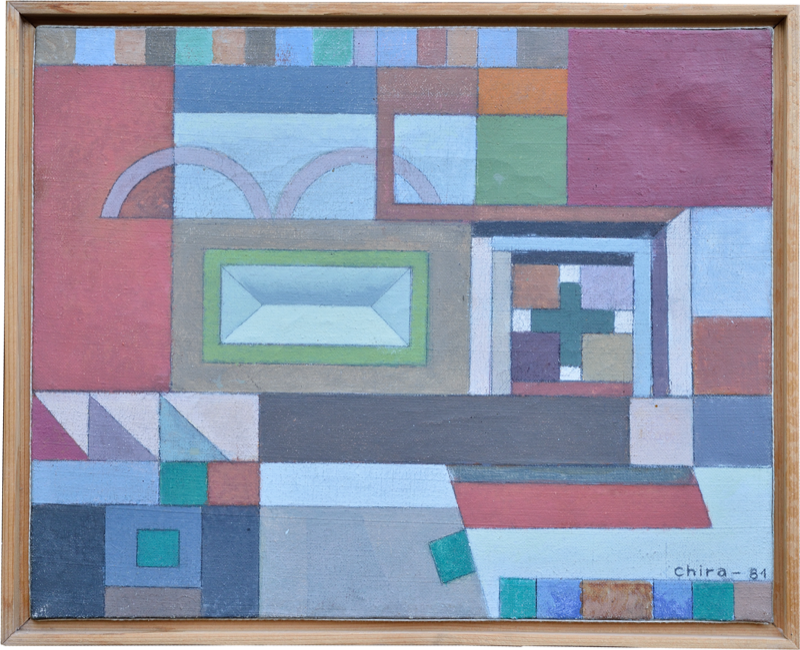
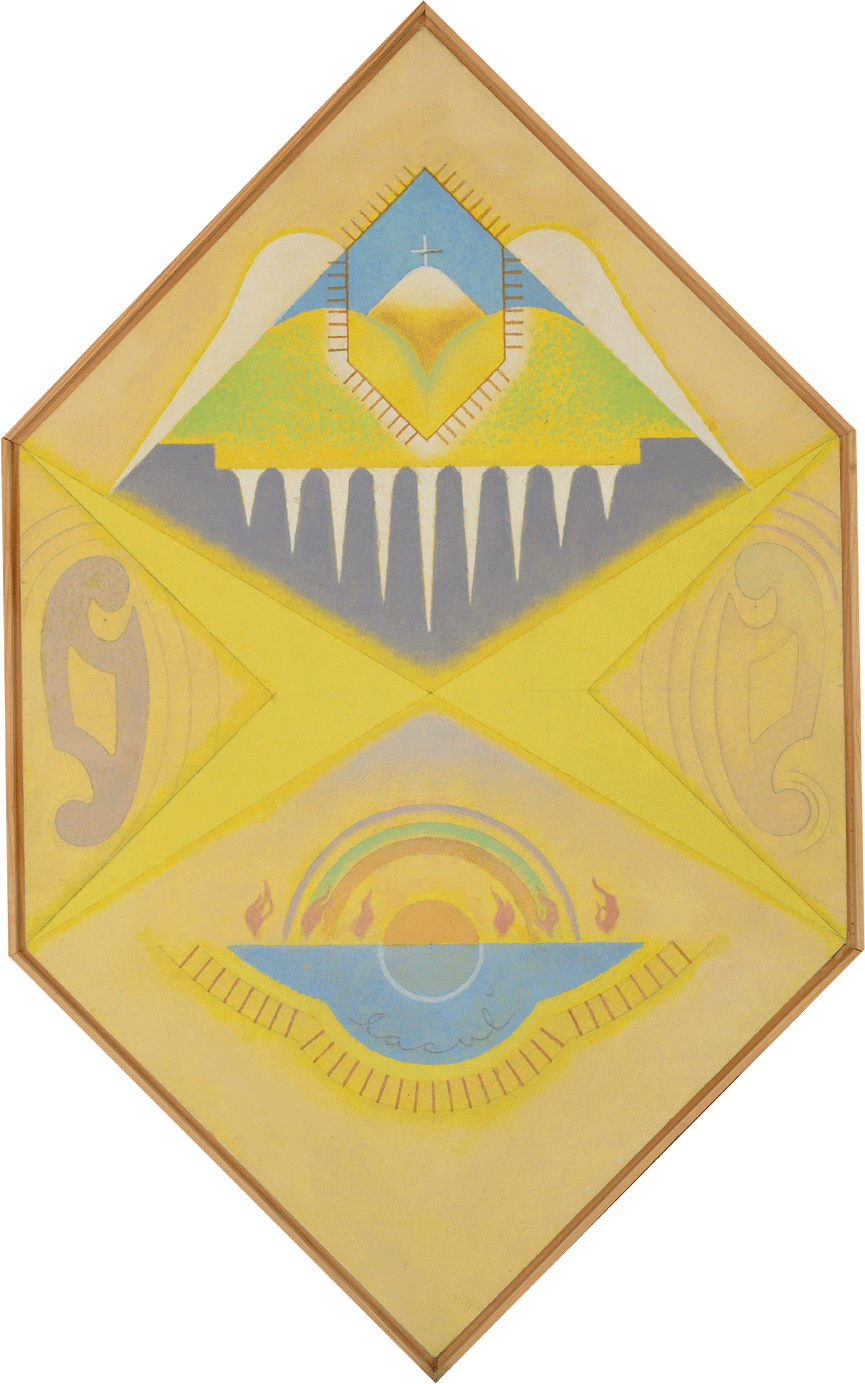
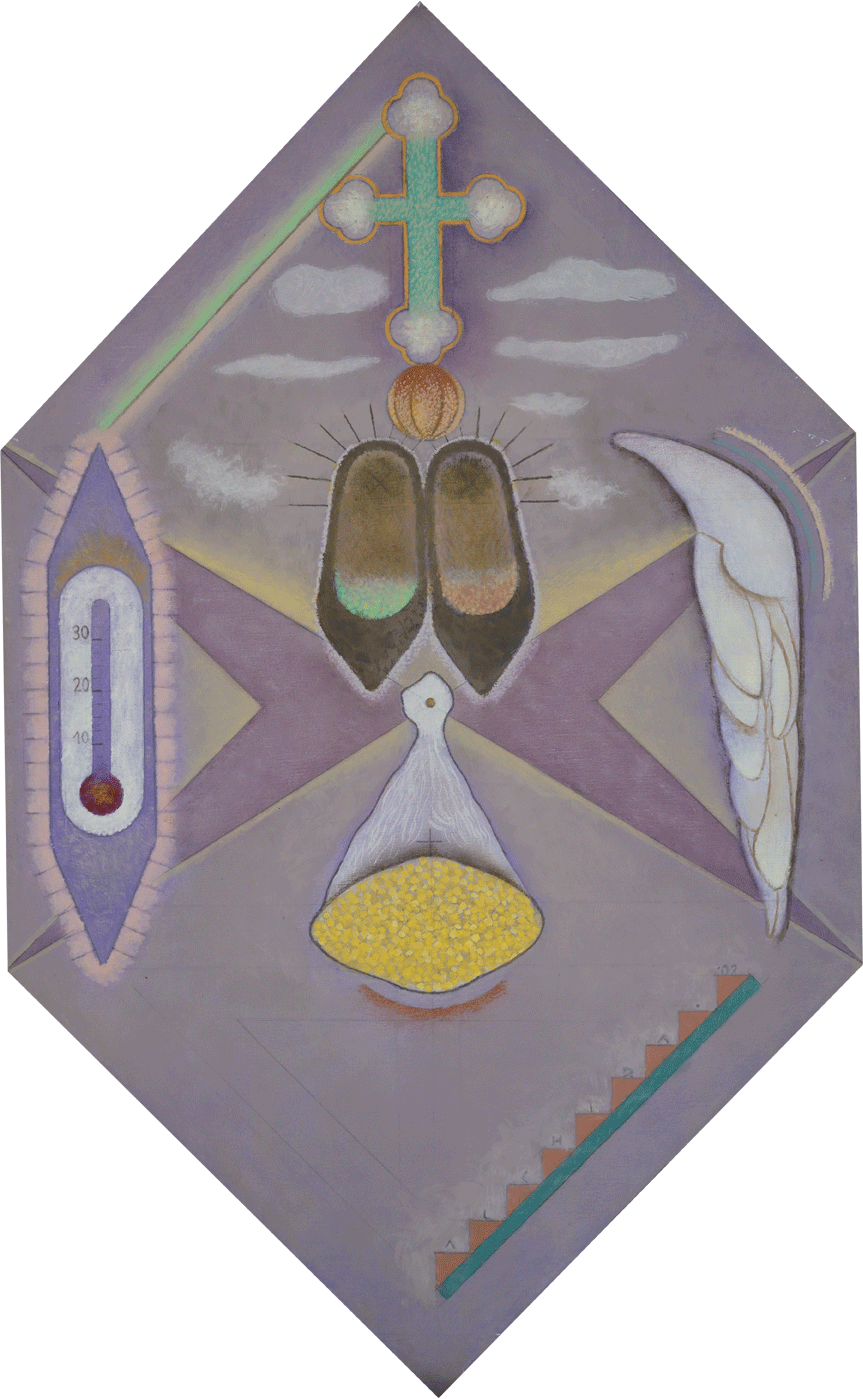
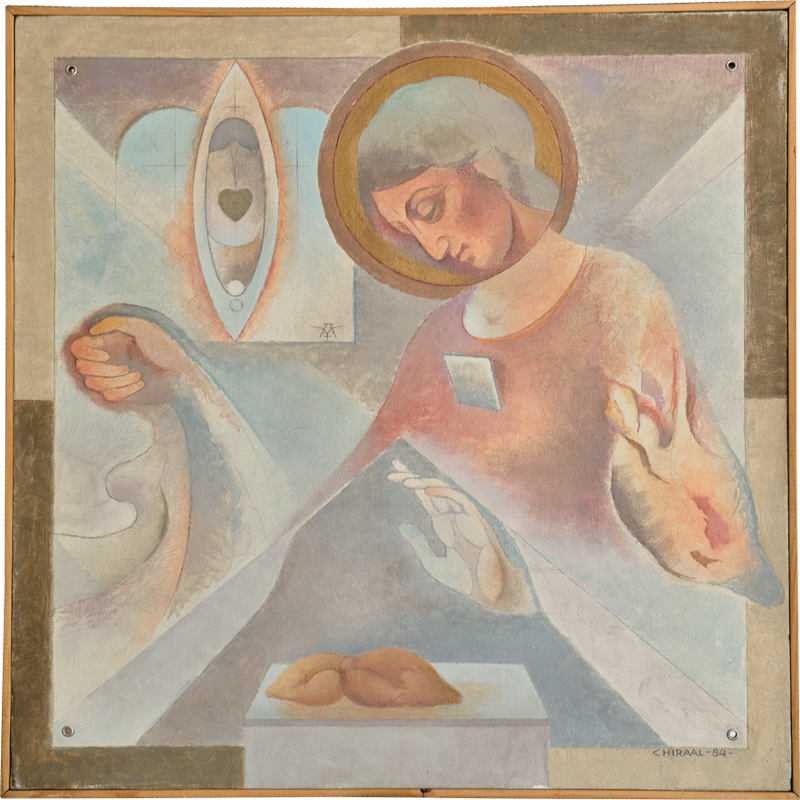
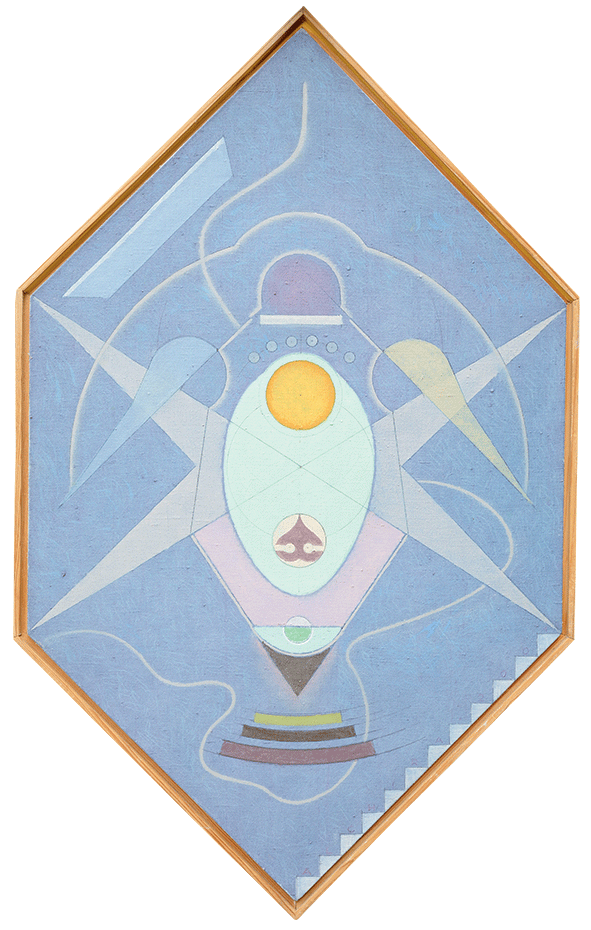

## Activitate profesională
2006–2011 – Membru în Consiliul de conducere al Filialei de Pictură București a Uniunii Artiștilor Plastici din România;
1999–2011 – Președinte al Fundației Culturale ALCHIRA;
1993–2011 – Conferențiar universitar la Catedra de pictură a Facultății de Arte Plastice din cadrul Universității Naționale de Arte București;
1974–2011 – Membru al Uniunii Artiștilor Plastici din România;
2000–2004 – Șef al Catedrei de Pictură a Facultății de Arte Plastice din cadrul Universității de Arte București;
1994–2002 – Membru în Consiliul Național, în Biroul Secției de Pictură și în Consiliul Director al Uniunii Artiștilor Plastici din București;

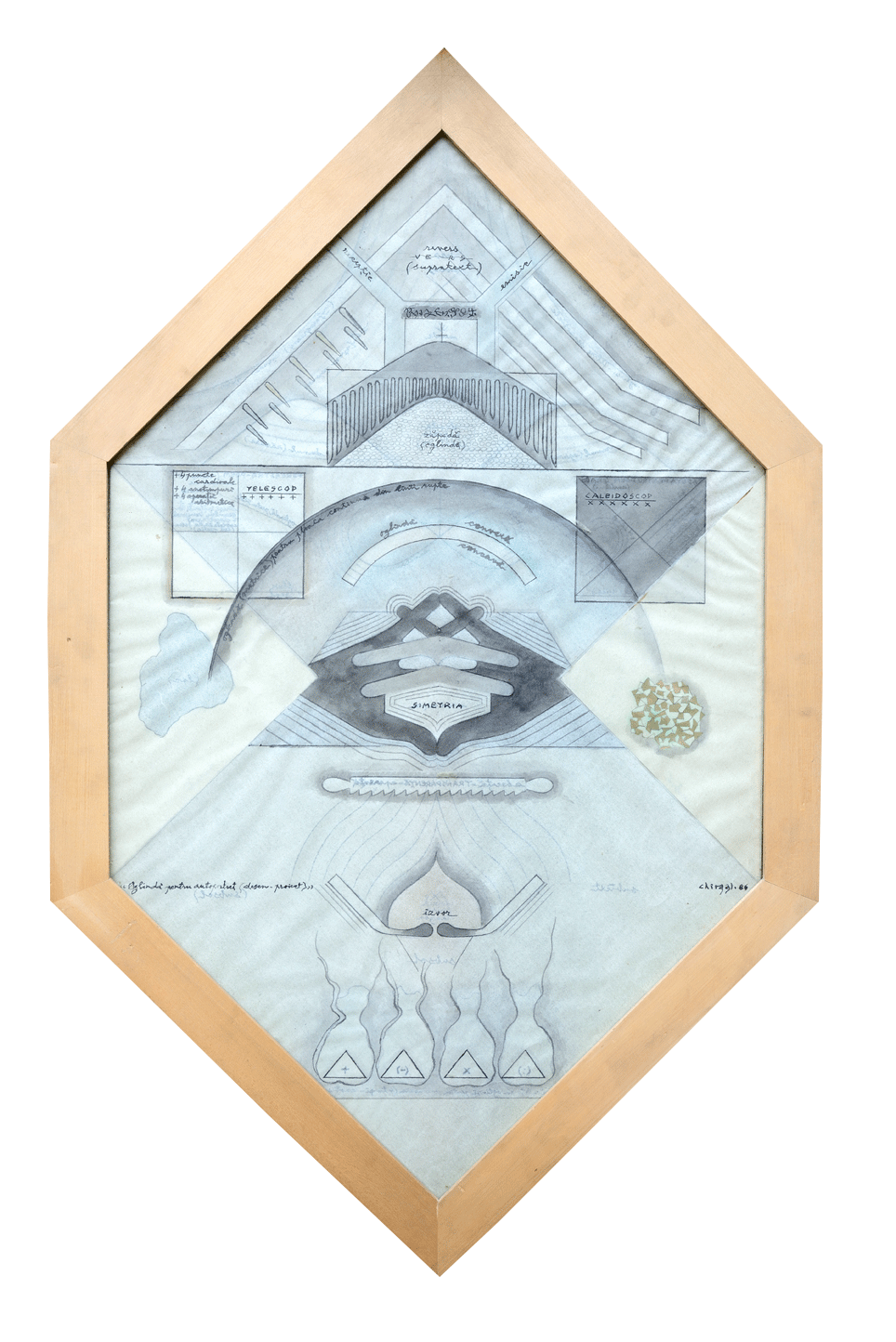
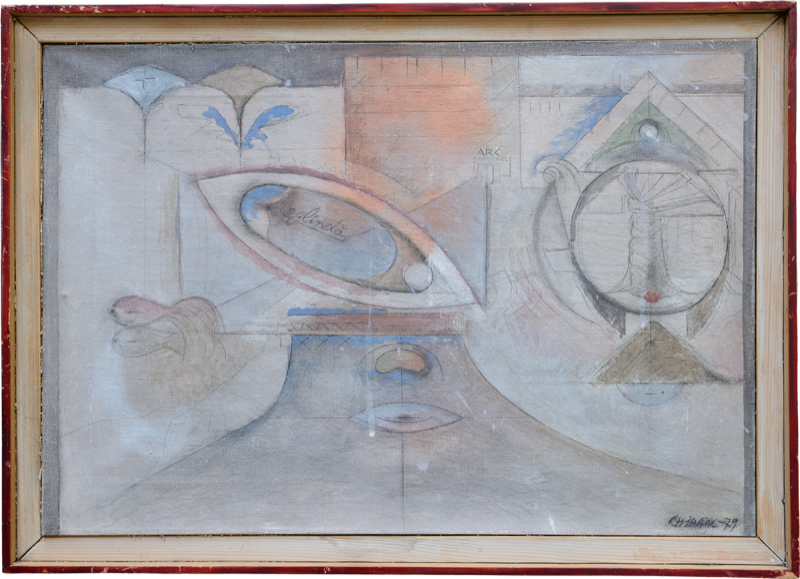
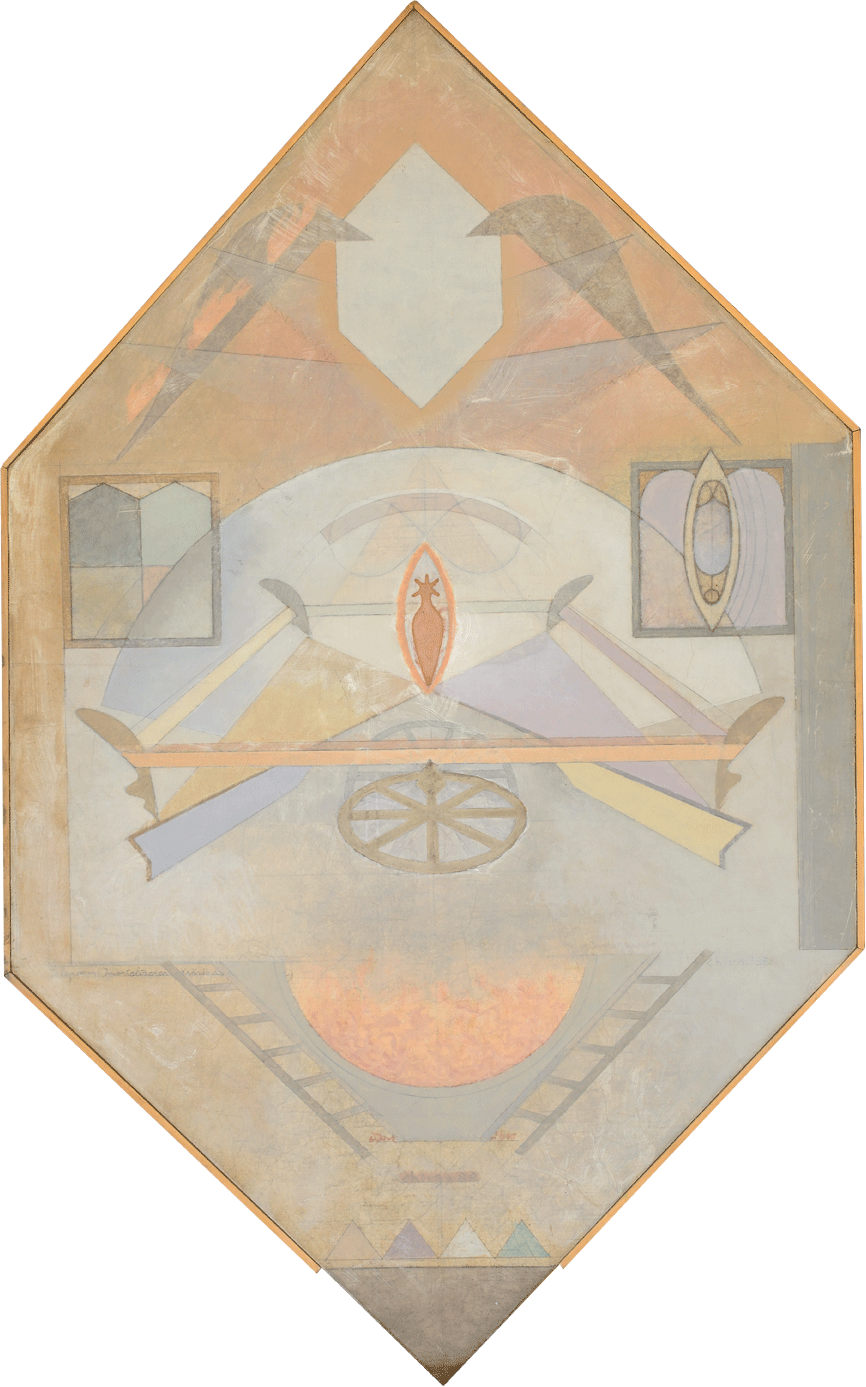
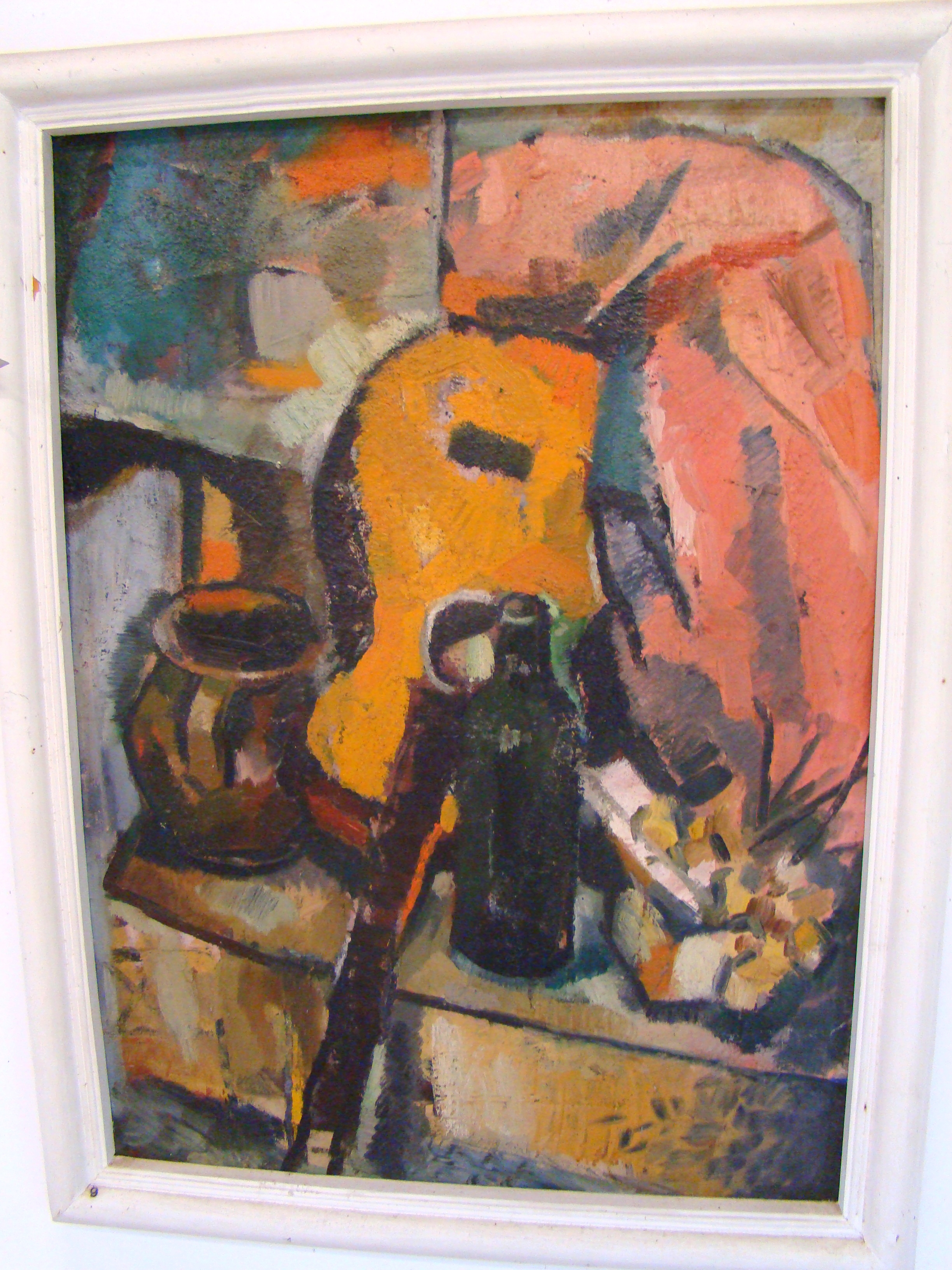
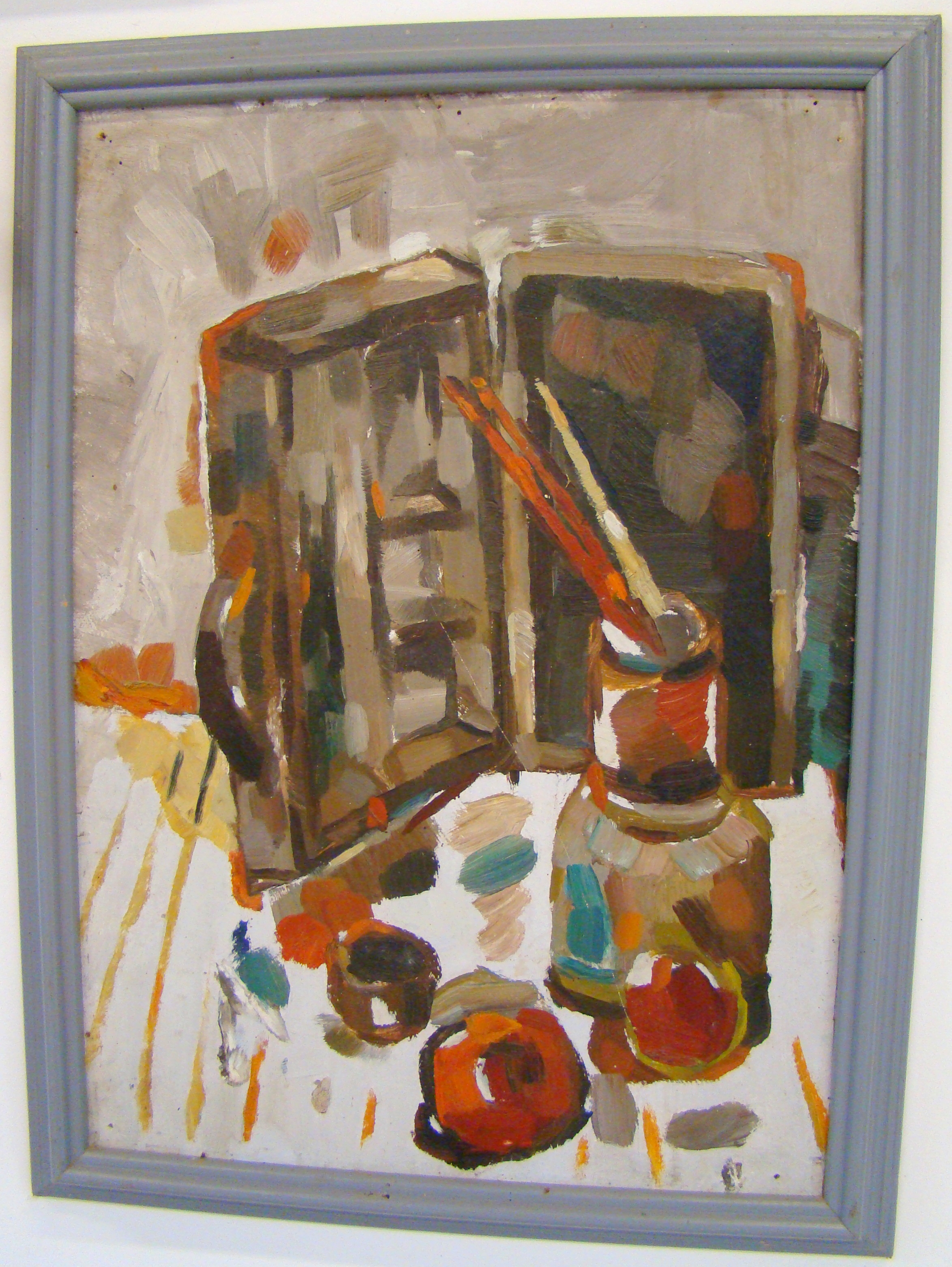
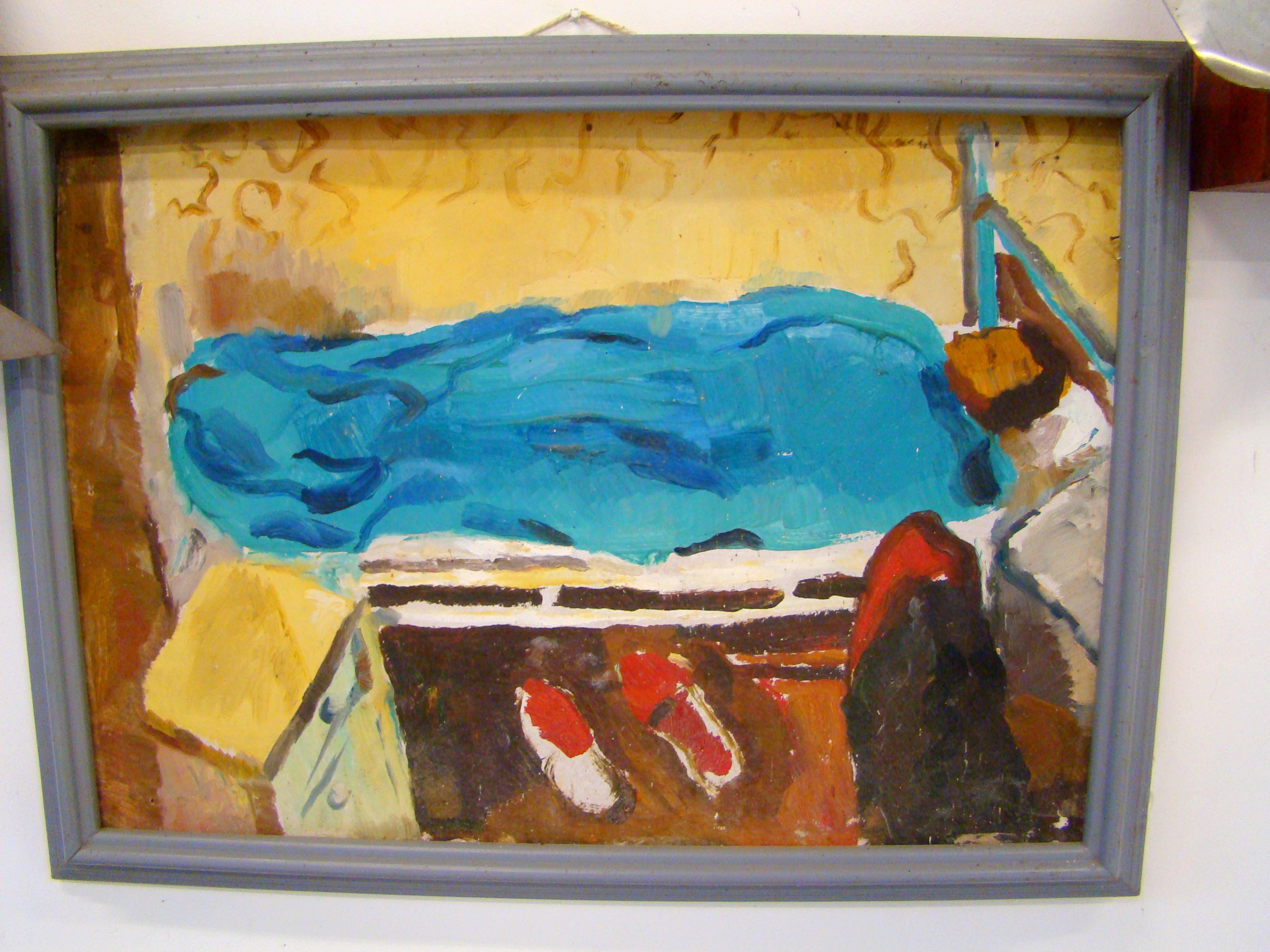
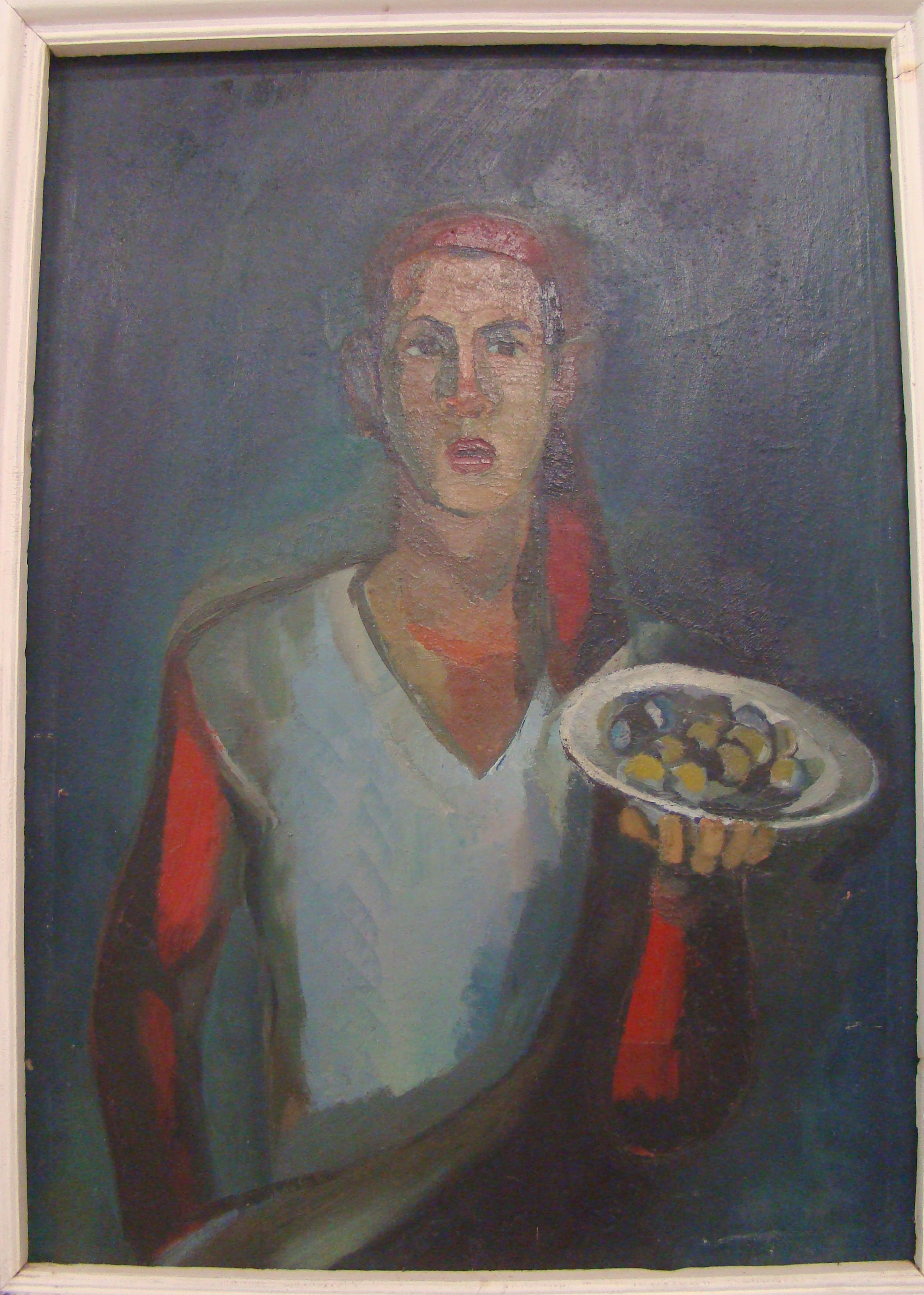
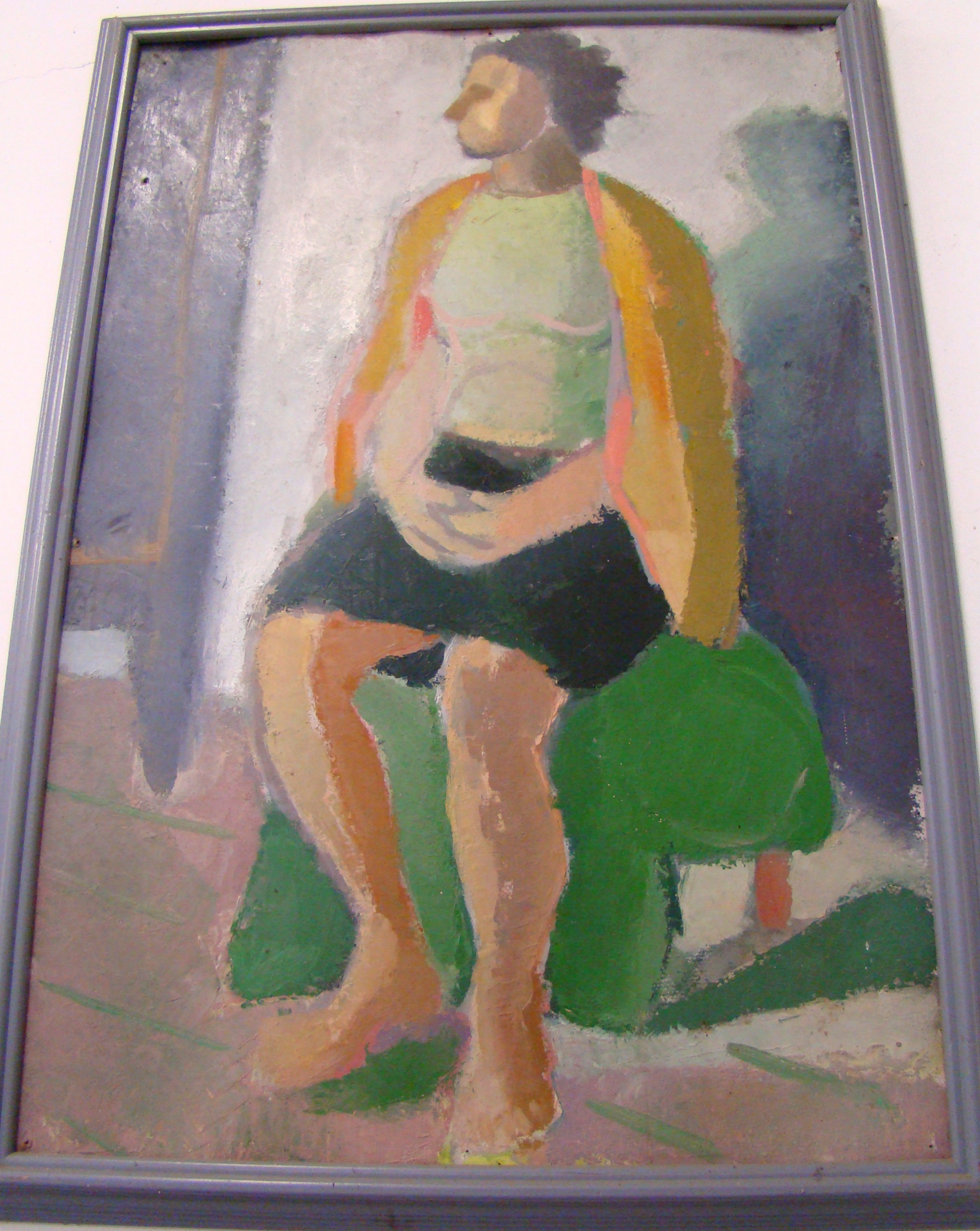
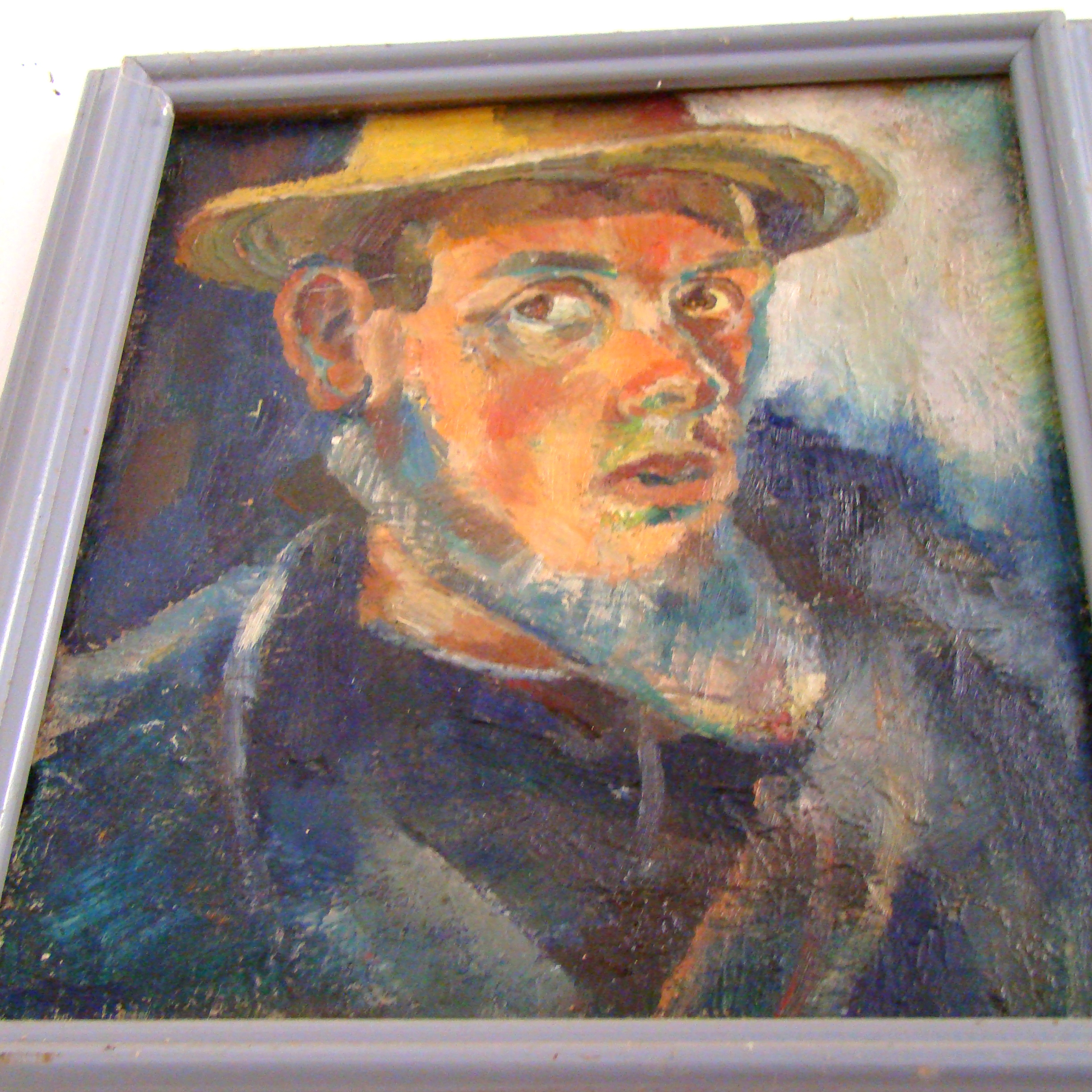
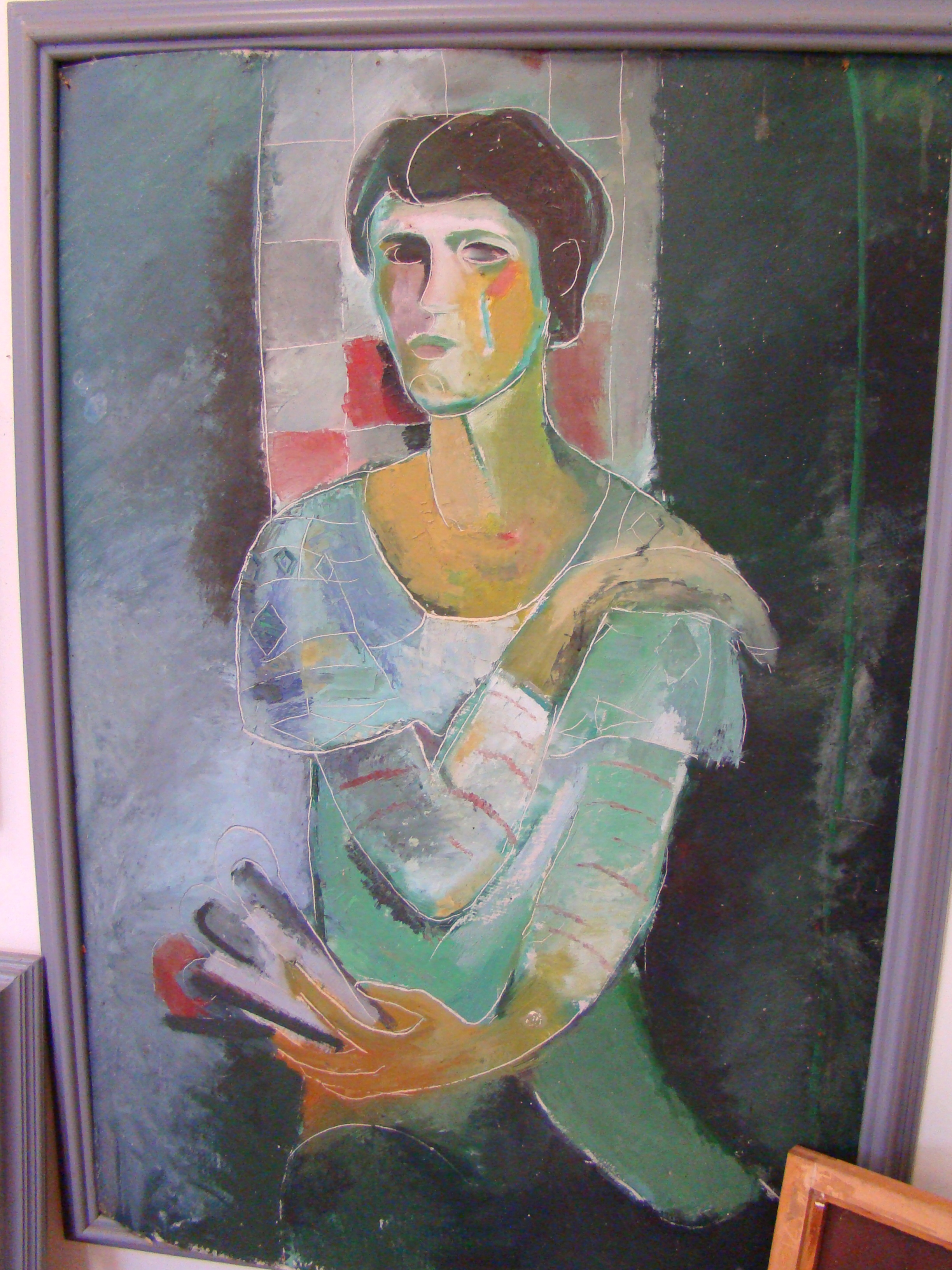
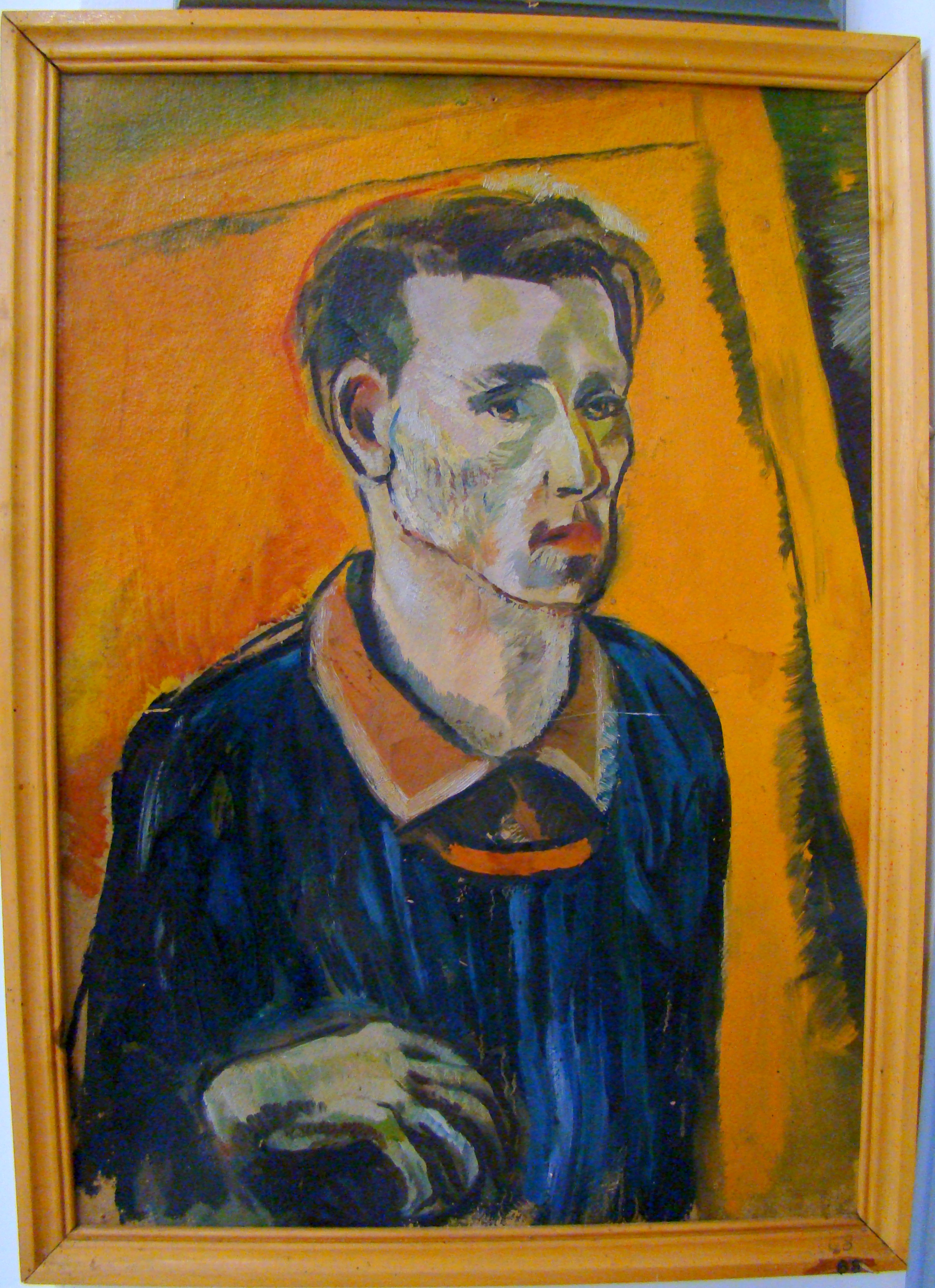

## Expoziții personale în țară și străinătate (sinteză)
2007 – „Expoziție pre-text (pictură/desen/obiect/film/fotografie & lansare de carte)”, Galeria „Luchian 12”, București
1998 – Expoziția – instalație „Pământul și arta“, Muzeul Agriculturii din România, Slobozia, România;
1993 – „De-semnul interior“, (retrospectivă) Casa Culturii, Bratislava, Muzeul de Stat, Nitra, Slovacia;
- „De-semnul interior“, (retrospectivă), Muzeul de Artă Cluj-Napoca, România;
- „De-semnul interior“, (retrospectivă) Muzeul de Artă, Bistrița, România;
1992 – „De-semnul interior“, (retrospectivă), Galeria ArtExpo, București, România;
1984 – Centrul Cultural Roman, New York, S.U.A.;
1983 – Galeriile Bastion, Timișoara, România;
1982 – Galeria Pro Arte, Lugoj, România;
1982 – „Studii pentru o expoziție”,Galeria Simeza, București, România;
1980 – Galeriile U.A.P., Cluj, România;
1980 – Muzeul de Artă - Galați, România;
1979 – „Tăușeni 124“, Galeria Simeza, București, România;
1973 – „Desene-proiect, poeme picturale, poeme-colet“, Galeria Orizont, București, România;
1972 – „Pictură și desen“ Galeria Kalinderu, București, România;
1968 – „Pictură“, Casa Studenților, Cluj-Napoca, România;
1978–1988 realizează filmul (eseul cinematografic, artistic) „Curtea – Poem îngărduit”

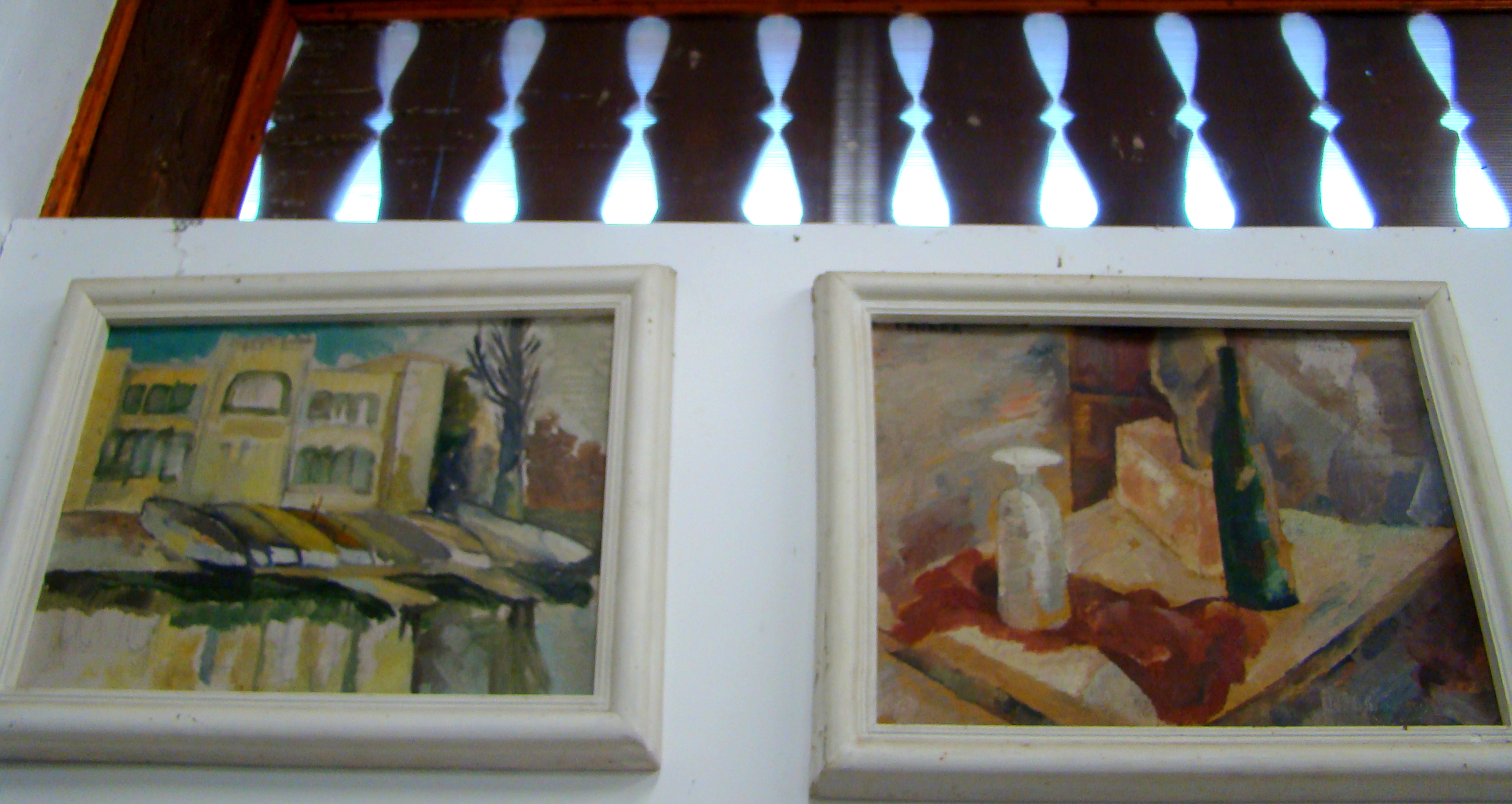
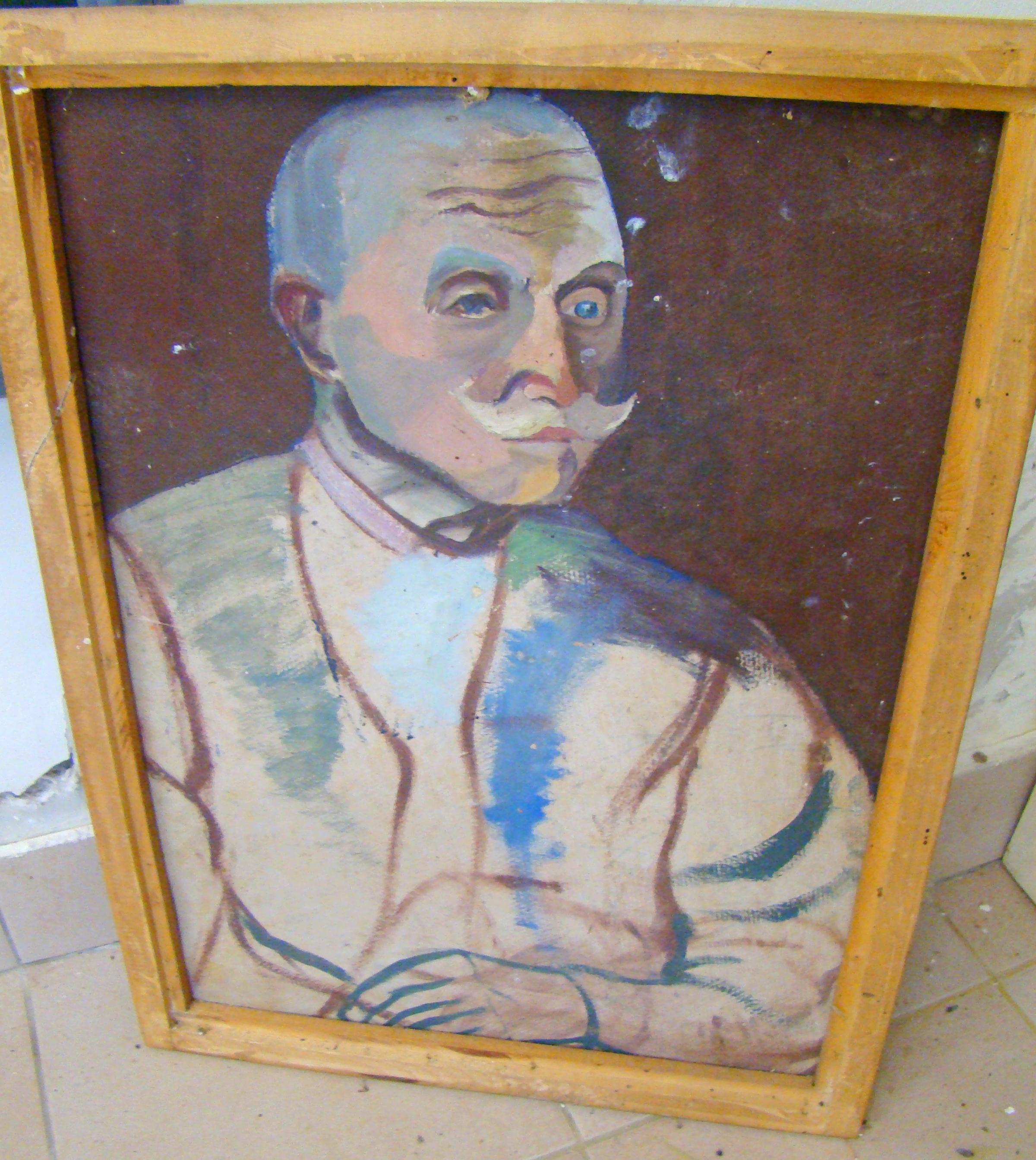
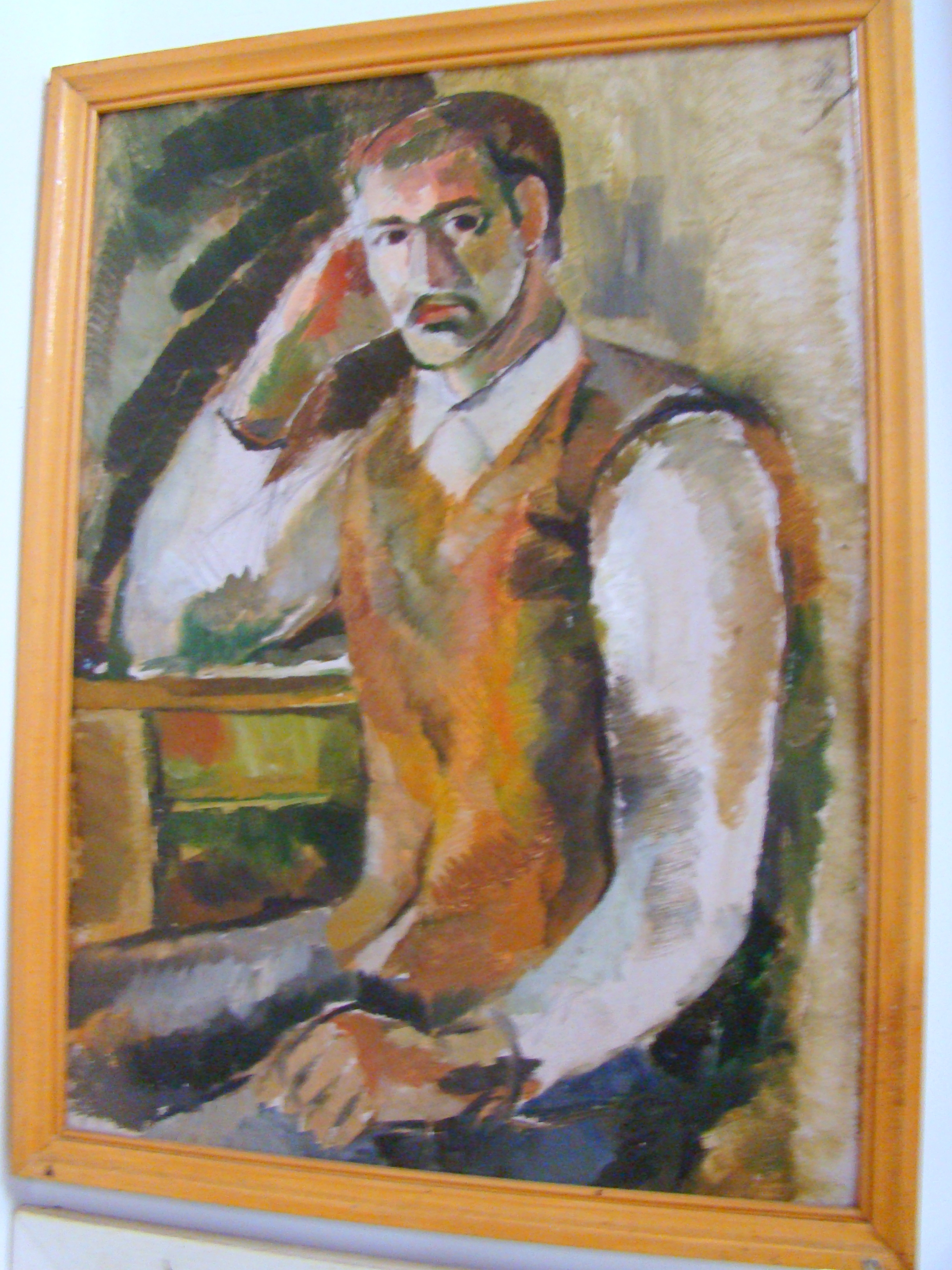
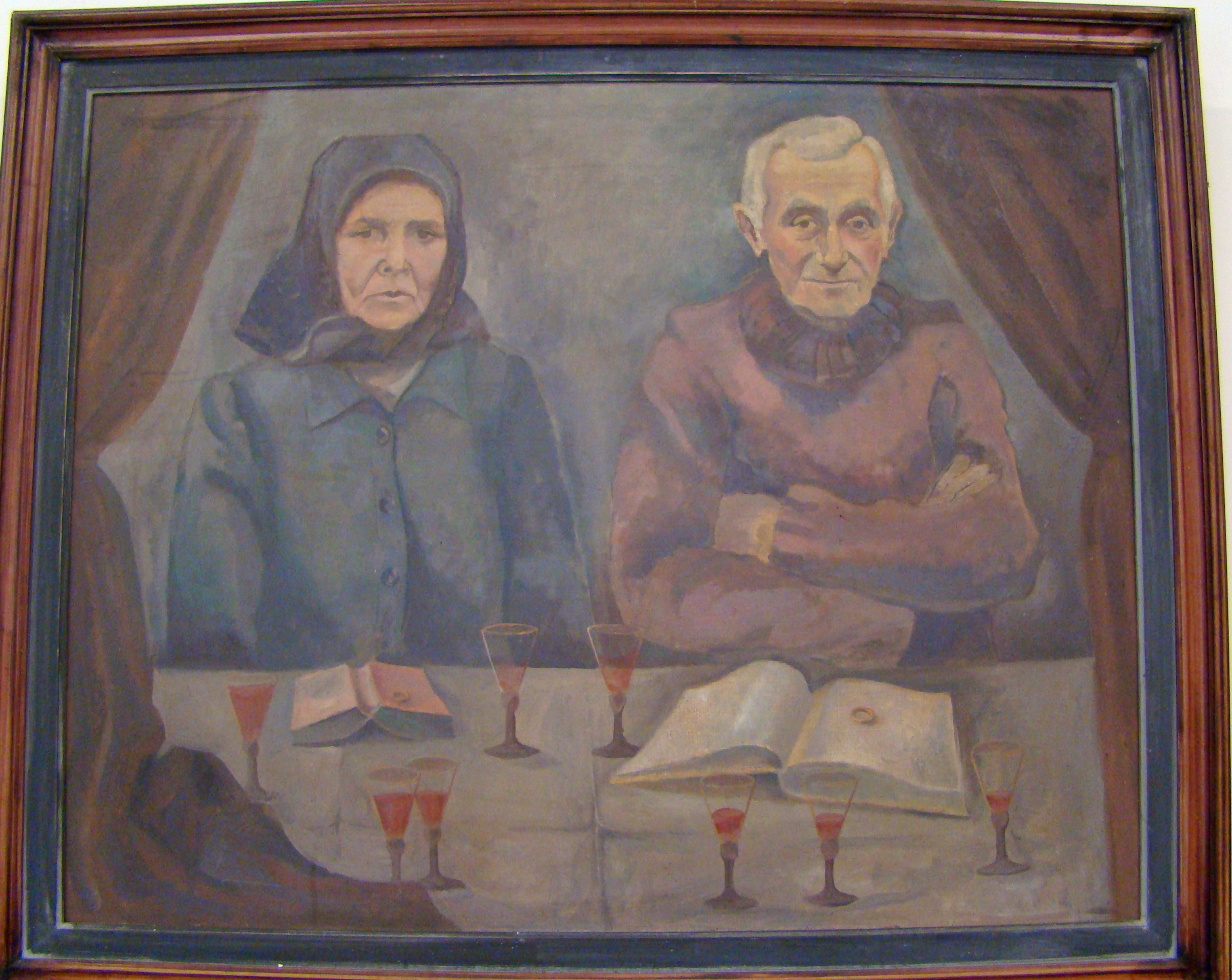
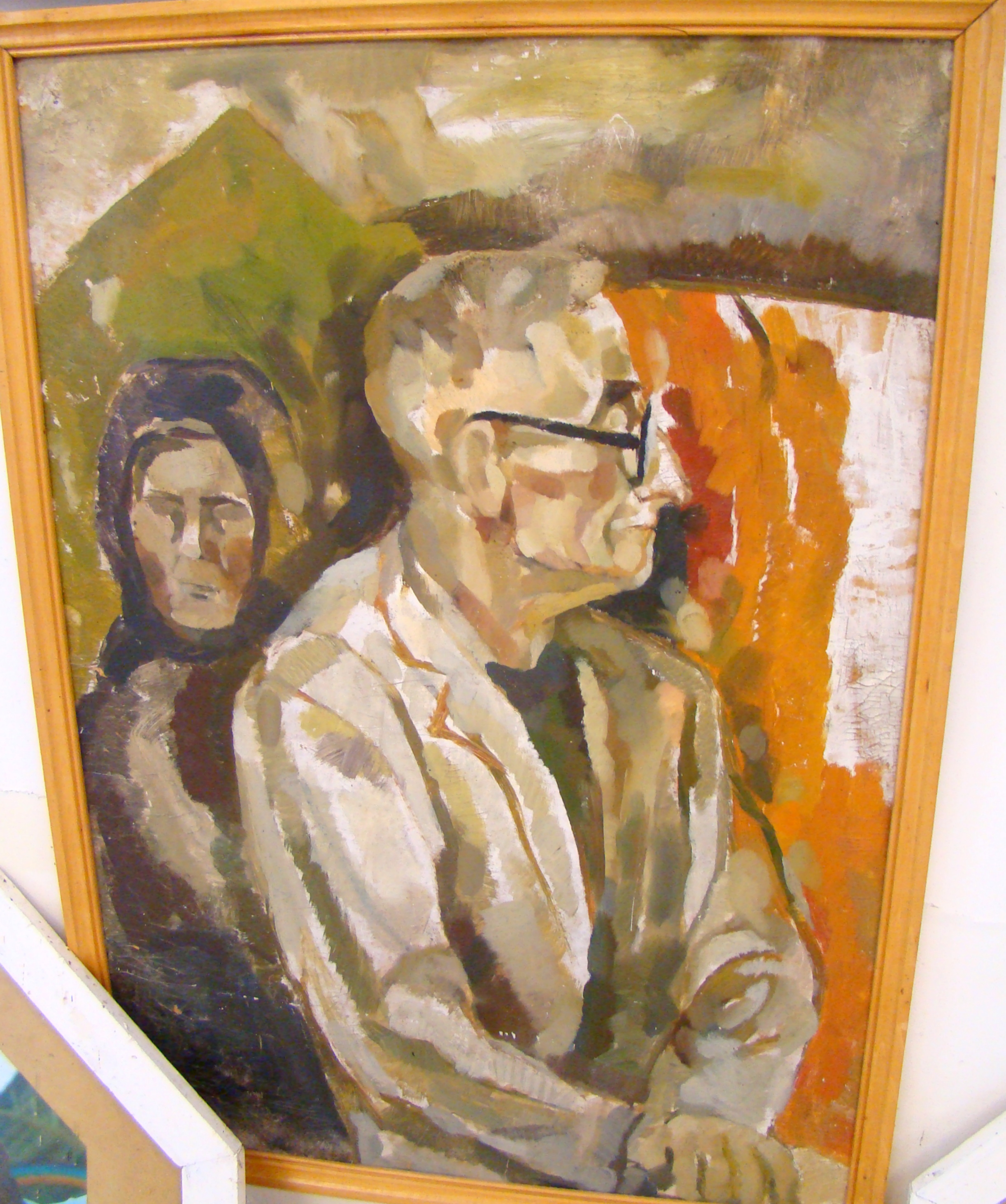
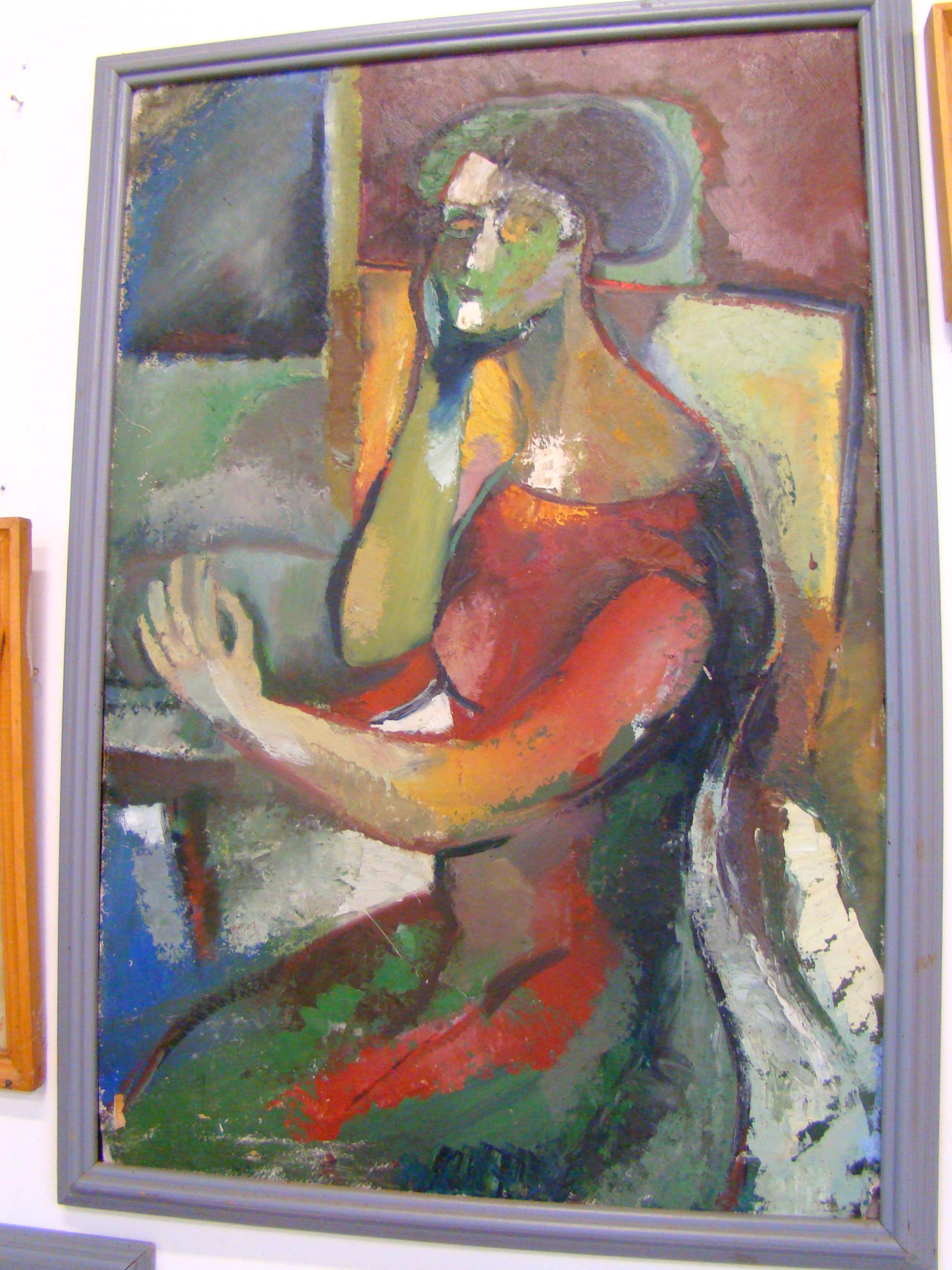
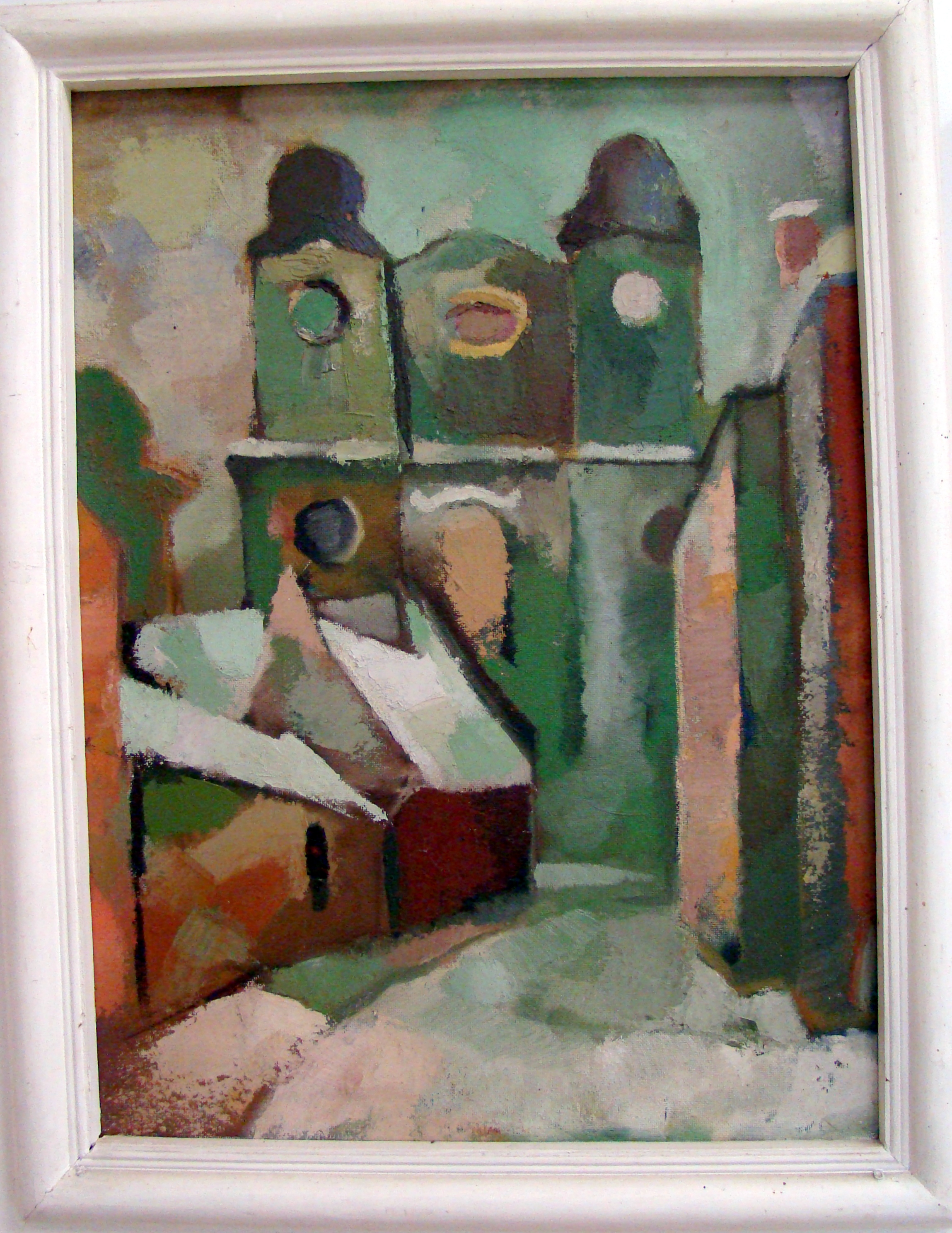
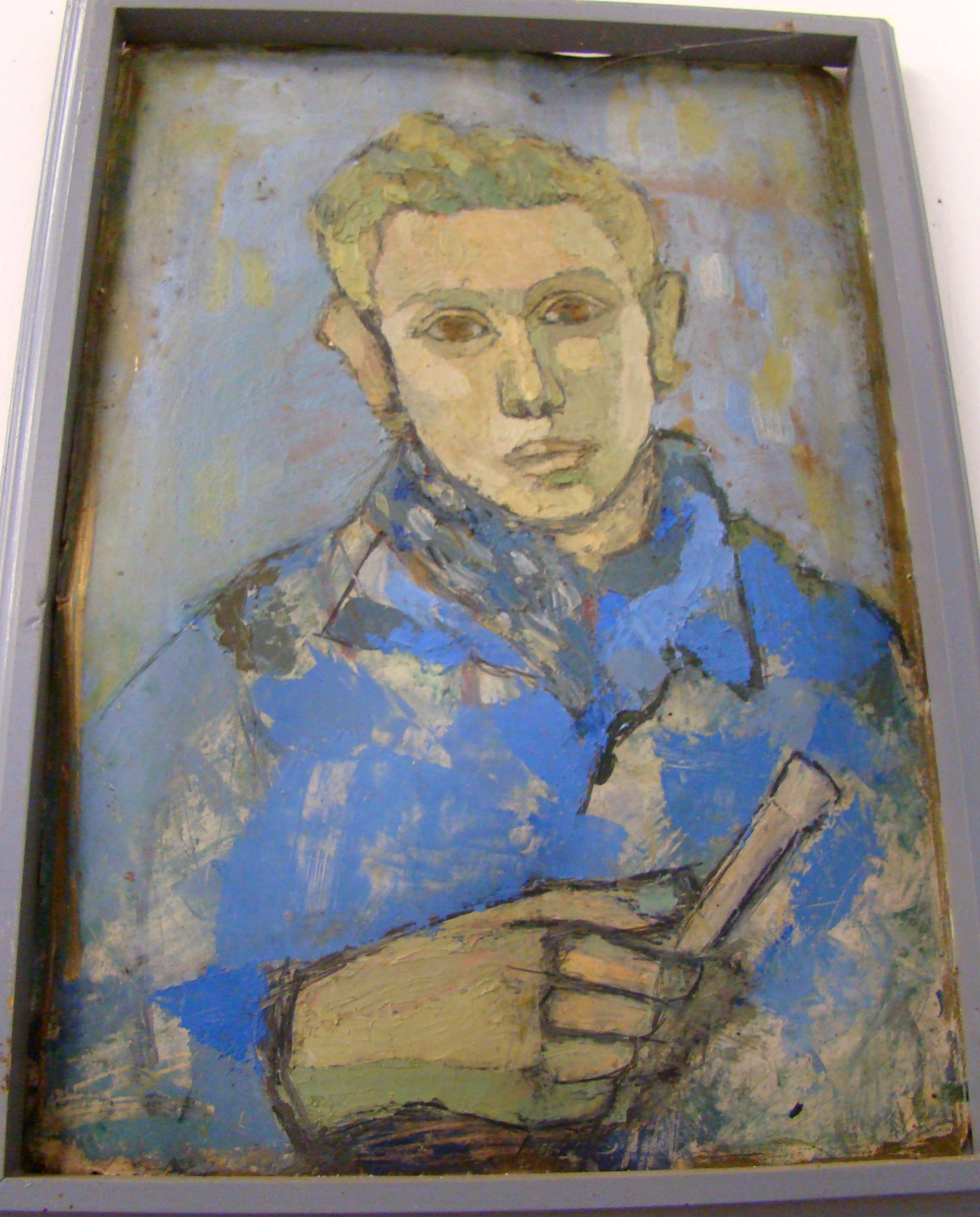
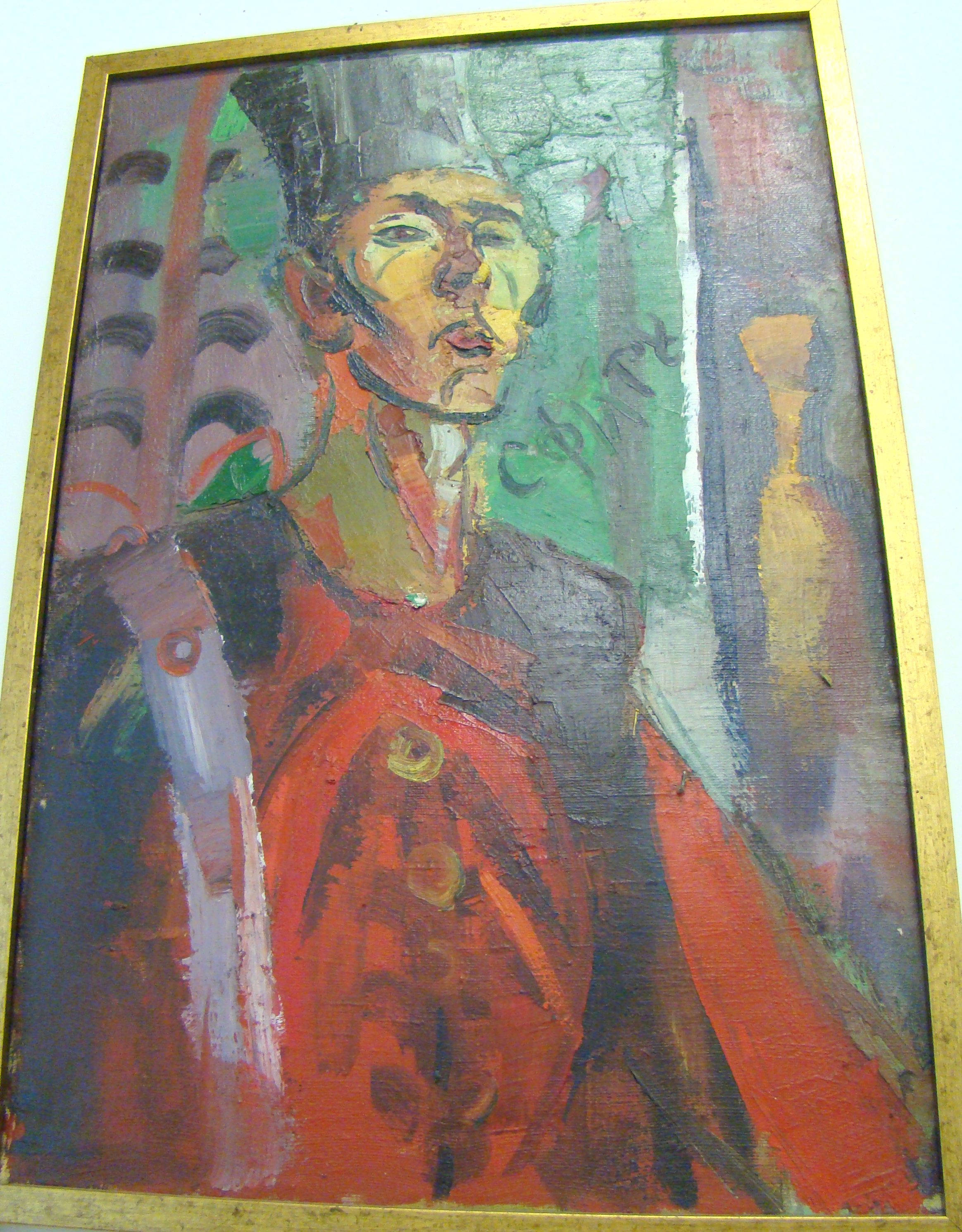
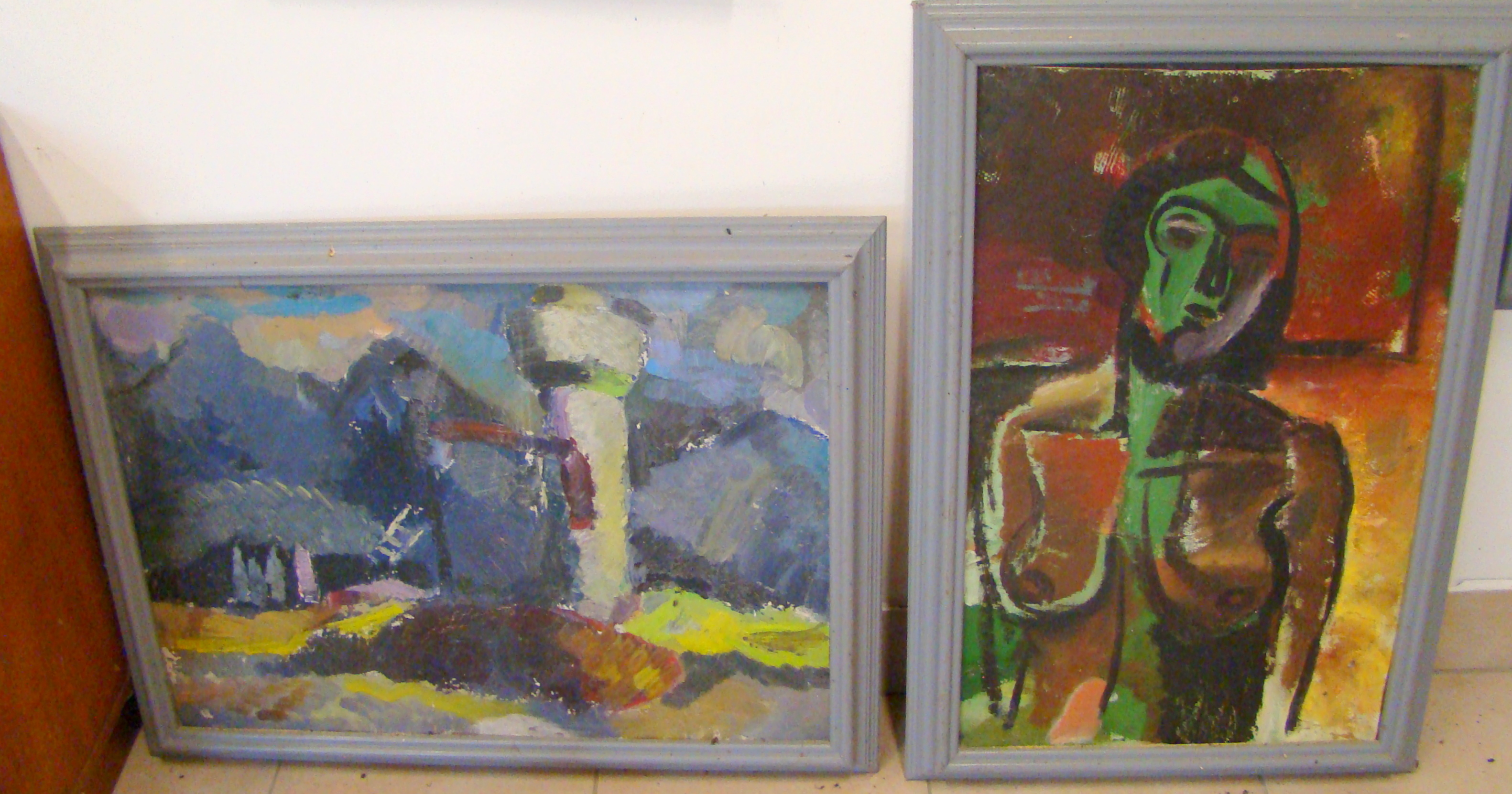

## Lucrări de artă monumentală
1994-2004 - Ansamblul monumental „De-semne spre cer, pentru ploaie și curcubeu”, Tăușeni - Cluj, România

## Simpozioane internaționale
2008 - Mesta (insula Chios), Grecia
1992 - Riesa, Germania
1980 - Targoszin, Polonia
1980 - Bojenti, Bulgaria
1978 - Bialowieza, Polonia

## Alte activități conexe
2007 – Publică volumul „Cuvinte pentru ochi” / eseuri, dialoguri, articole etc.
1973–2006 publică în revista „Arta” și în alte reviste, cataloage, ziare, peste 90 de articole, eseuri și studii de specialitate și susține numeroase conferințe și comunicări la diferite simpozioane și sesiuni științifice;
Participă la numeroase emisiuni TV și radio, acordă interviuri în presa scrisă, radio și TV;
Din 2006 este doctor în arte vizuale, având ca temă «Despre proiect și utopie în artă – Demers autopoietic»;
Este autorul de concept și directorul de program al mai multor proiecte expoziționale realizate, cu impact național și cu participarea a sute de artiști plastici contemporani, dintre care menționăm: „Accente și amprente în arta tinerilor artiști”, șase ediții anuale (1998-2003); „Spațiul subiectiv”,(1998); „Timpul în artele spațiului”, (1999);
Este autorul și inițiatorul a două simpozioane naționale; „Postmodernismul și civilizația rurală“ (Tăușeni jud. Cluj 1996) și „Proiect și Utopie în Artă – din deal în deal până la Viena“ (Tăușeni și Cluj-Napoca)

## Casa memorială Alexandru Chira din Tăușeni

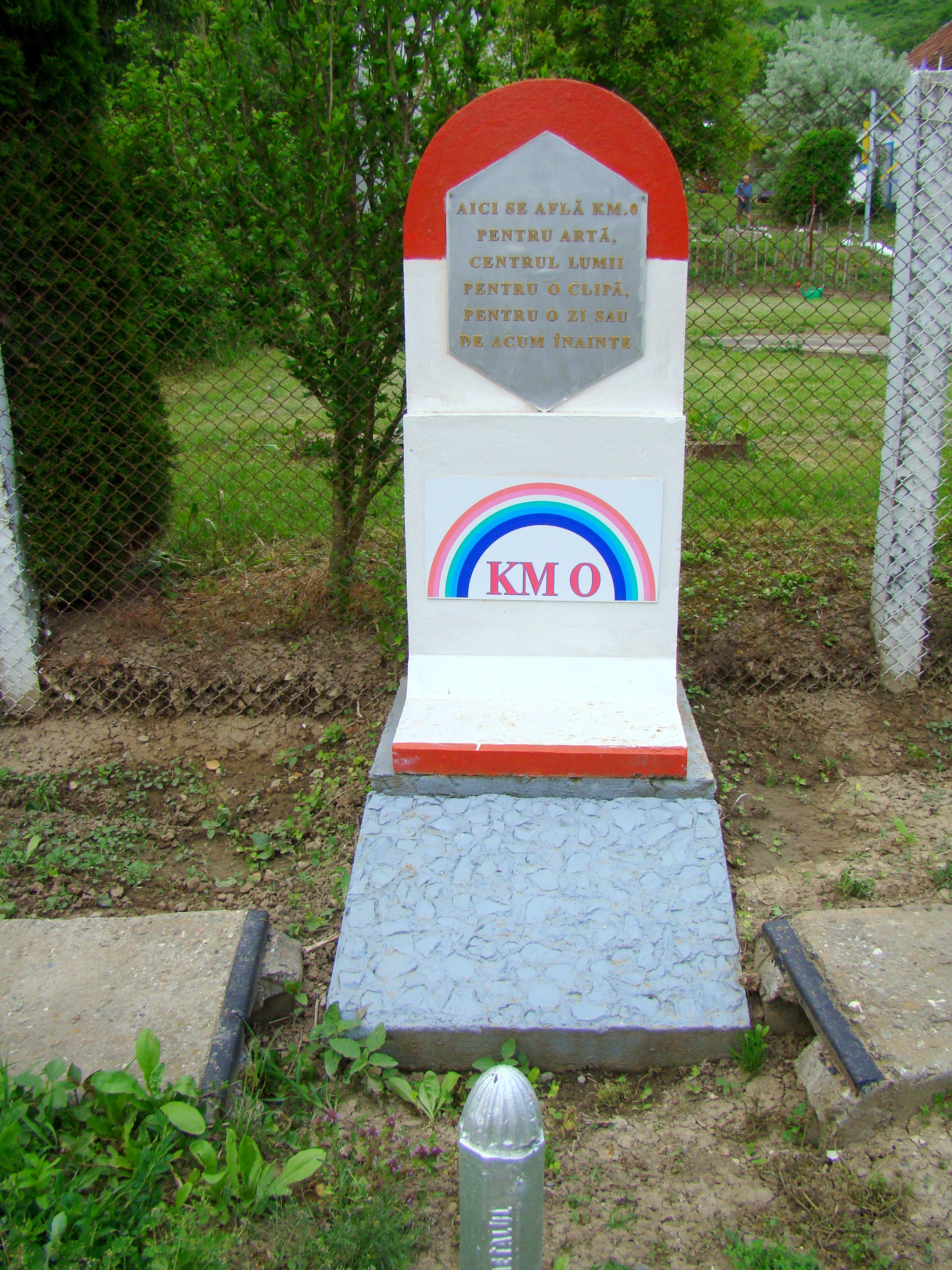
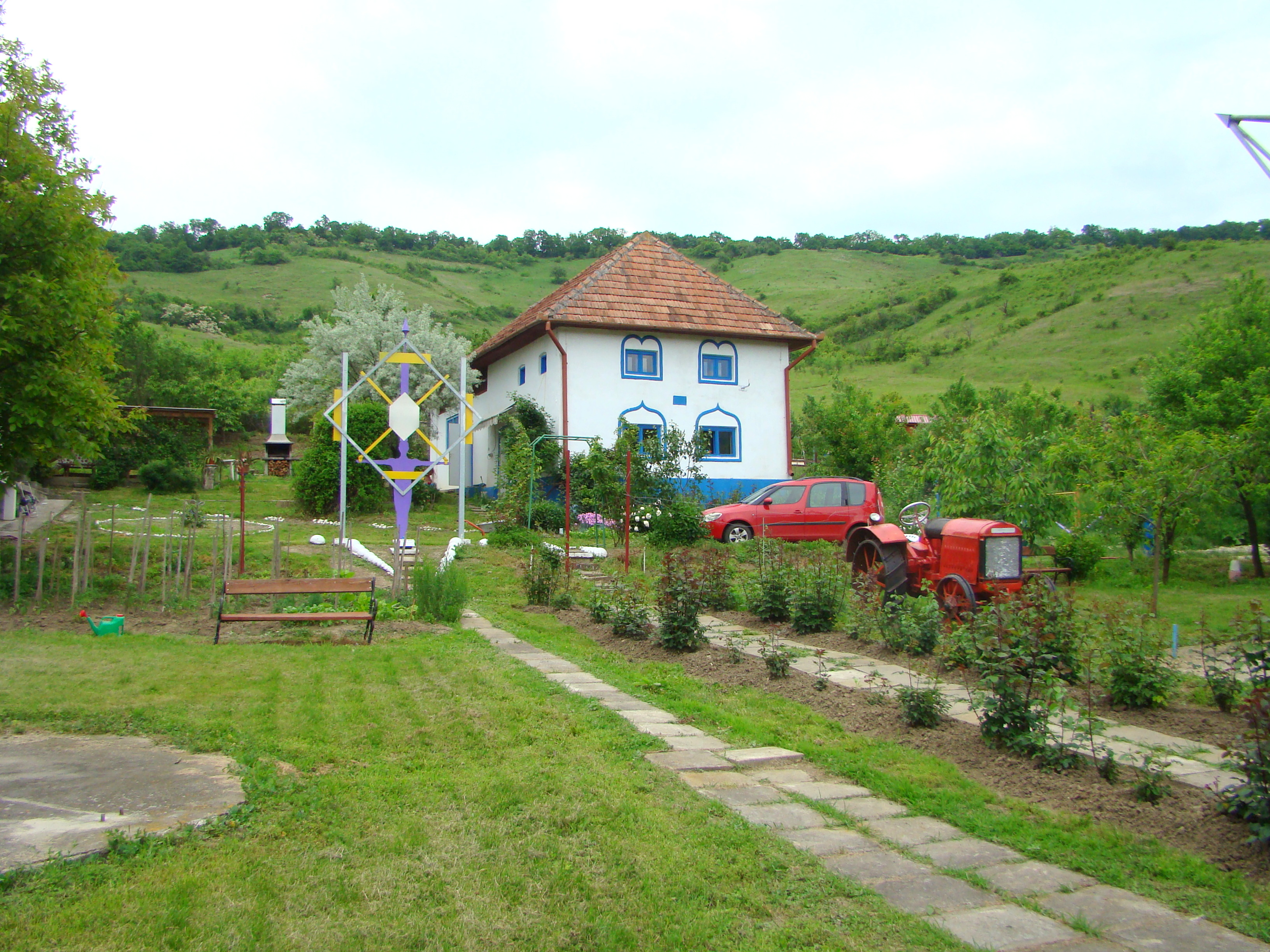
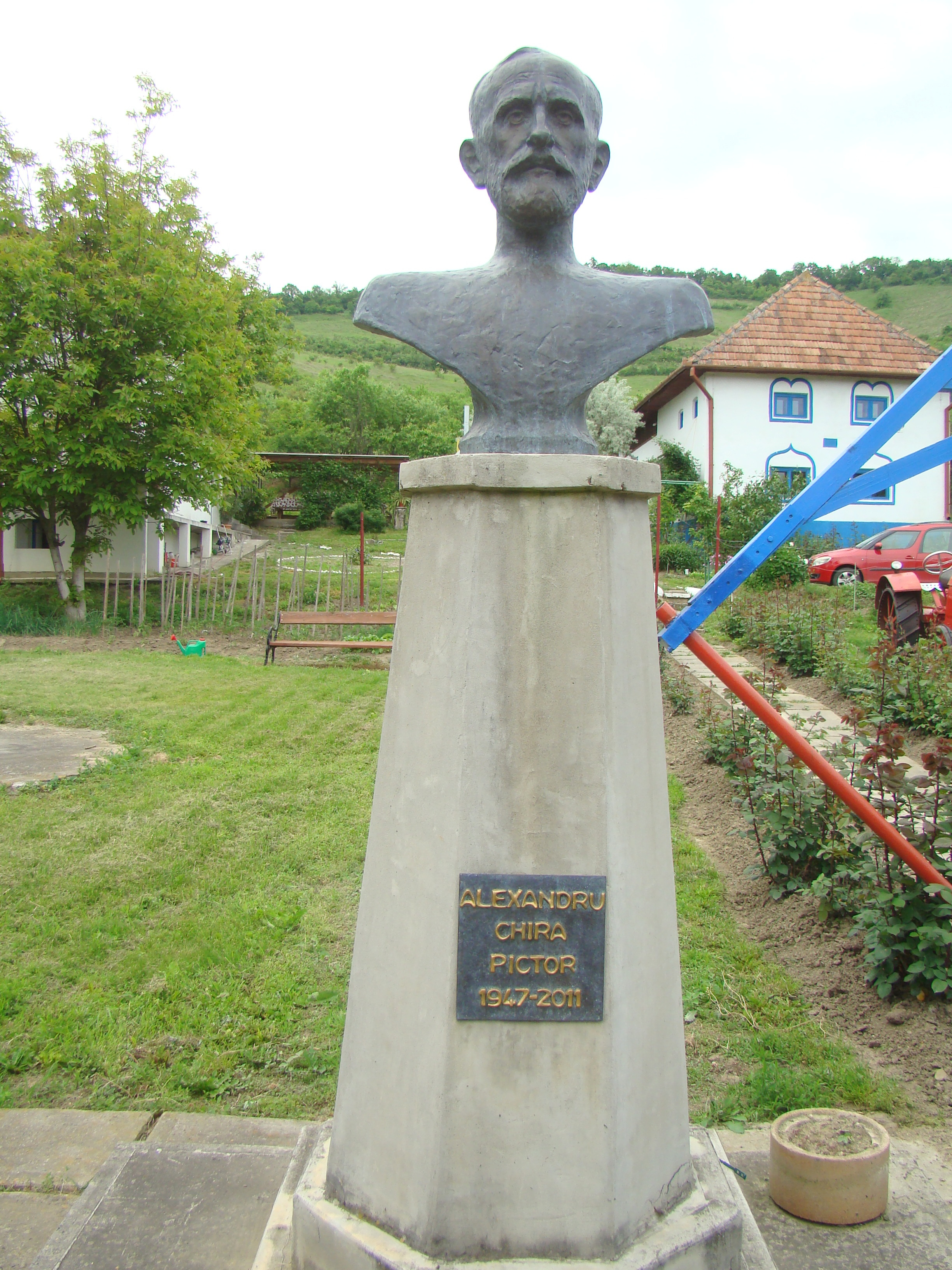
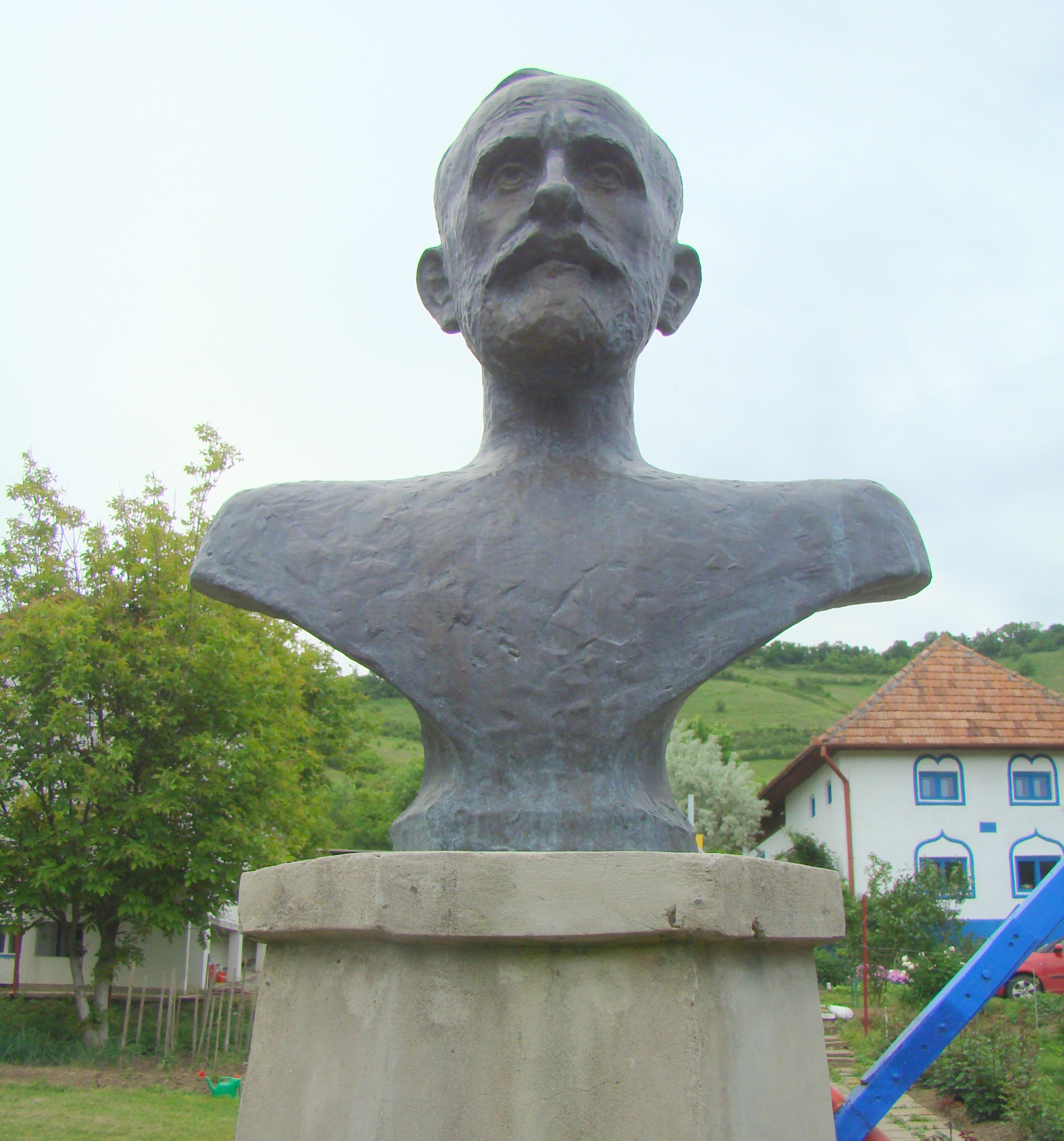
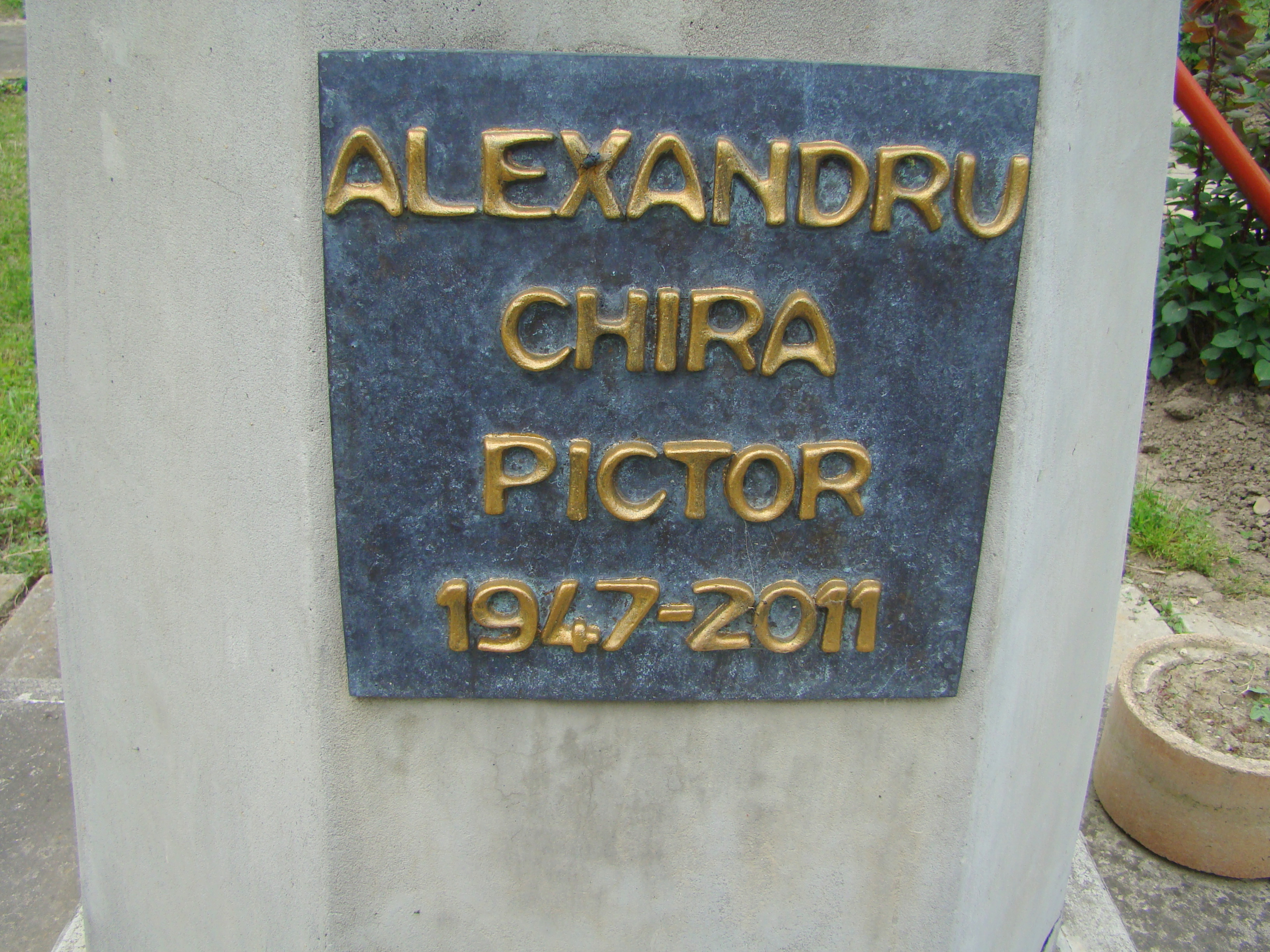
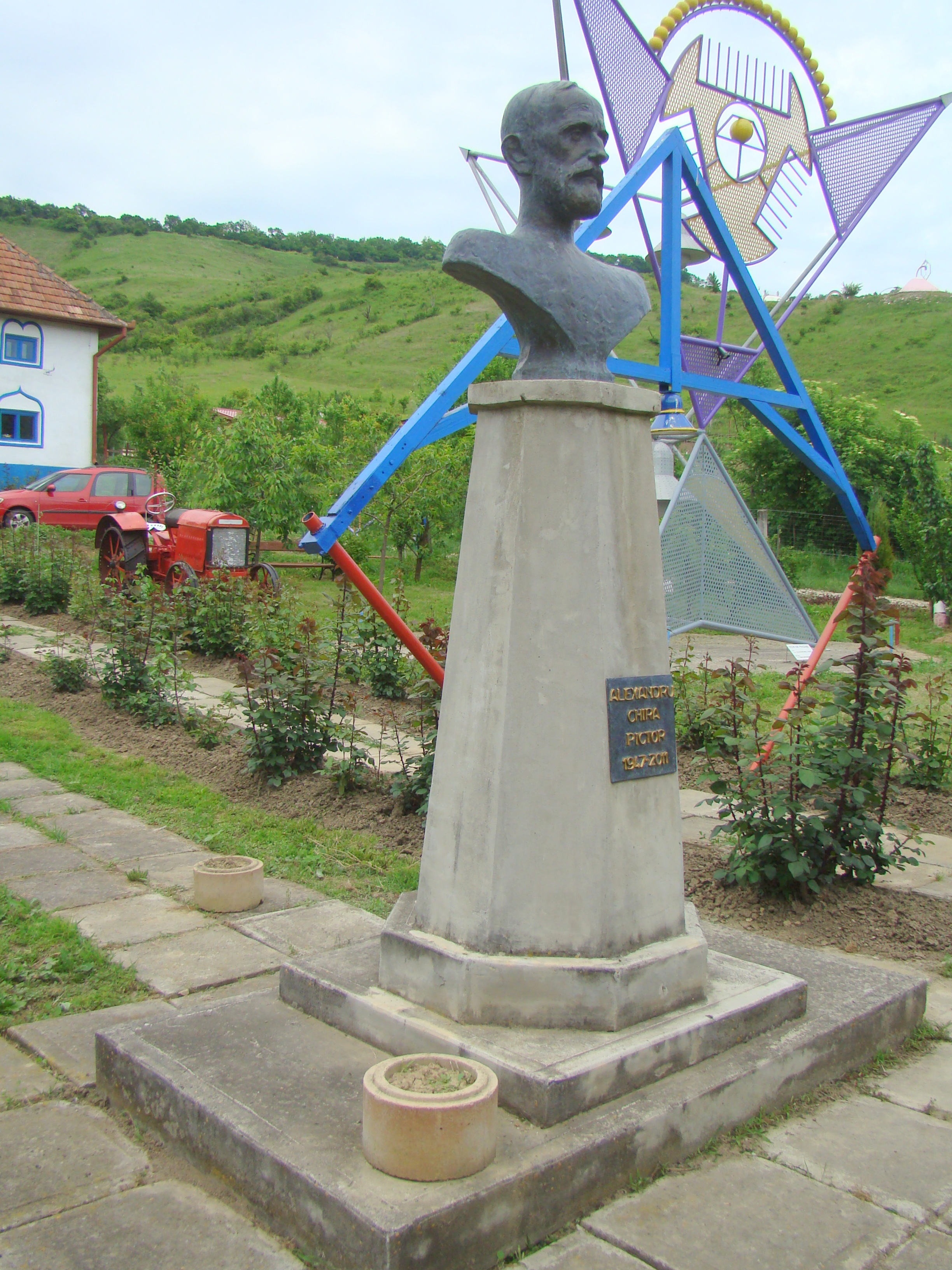
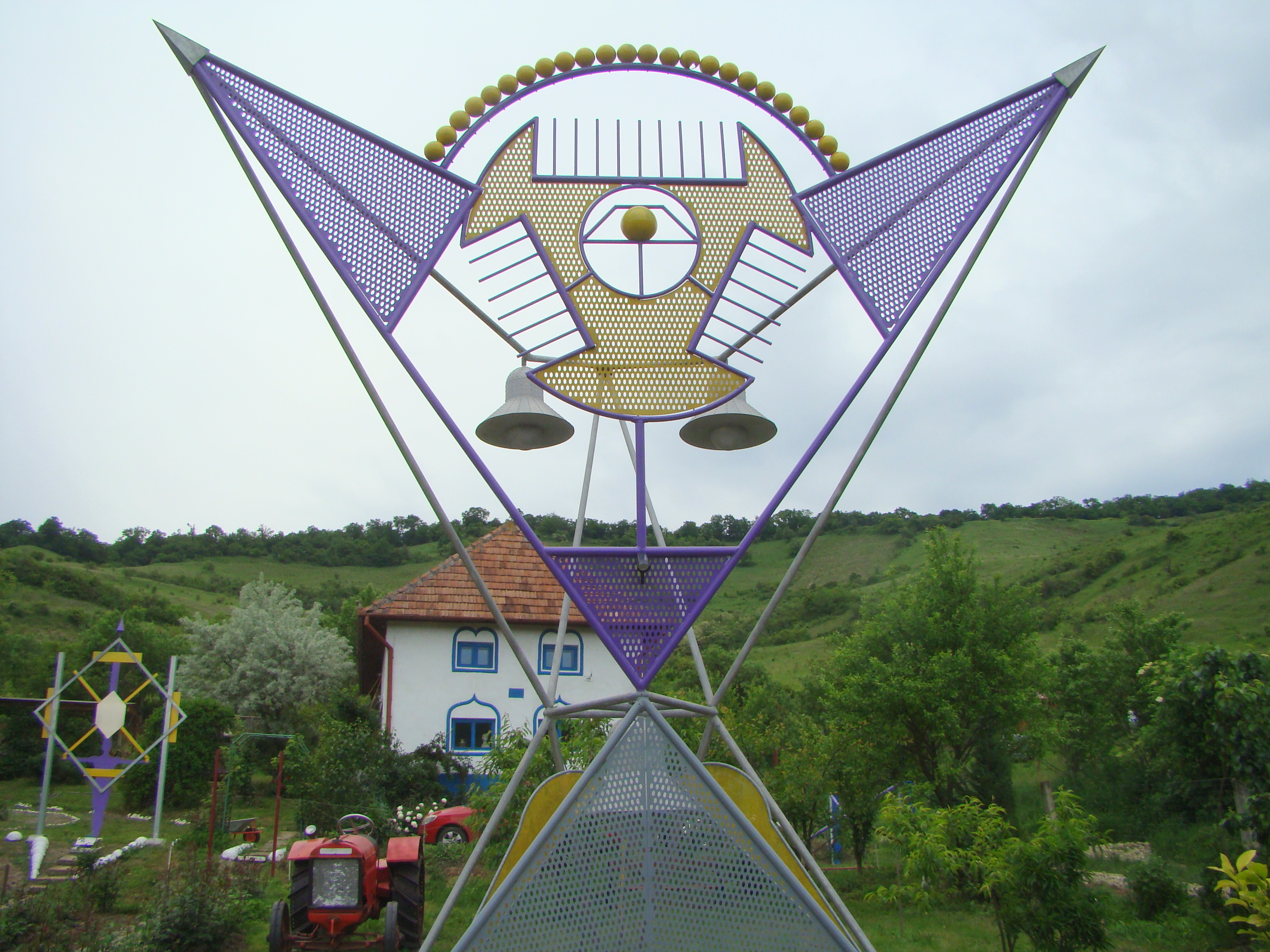
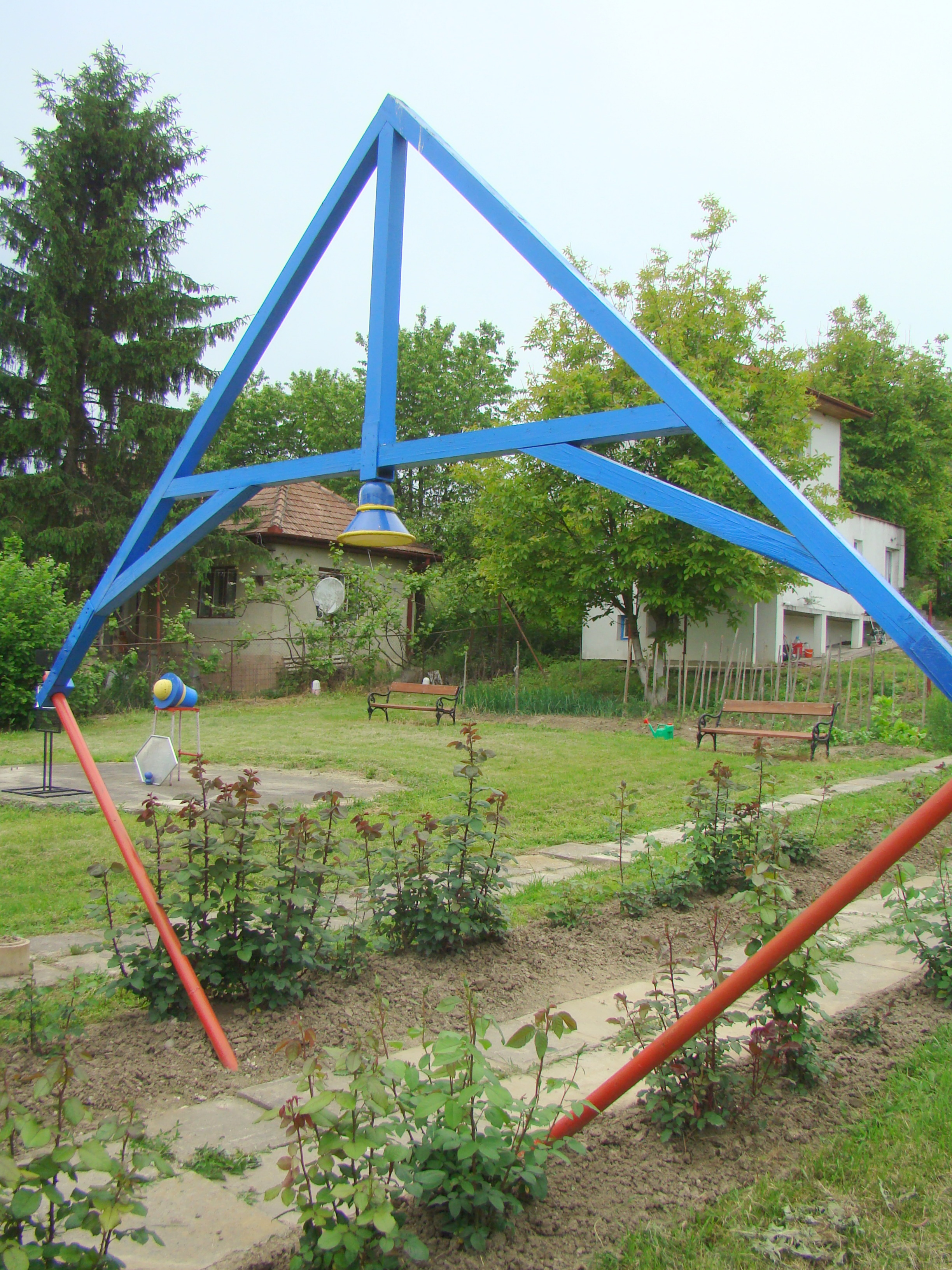
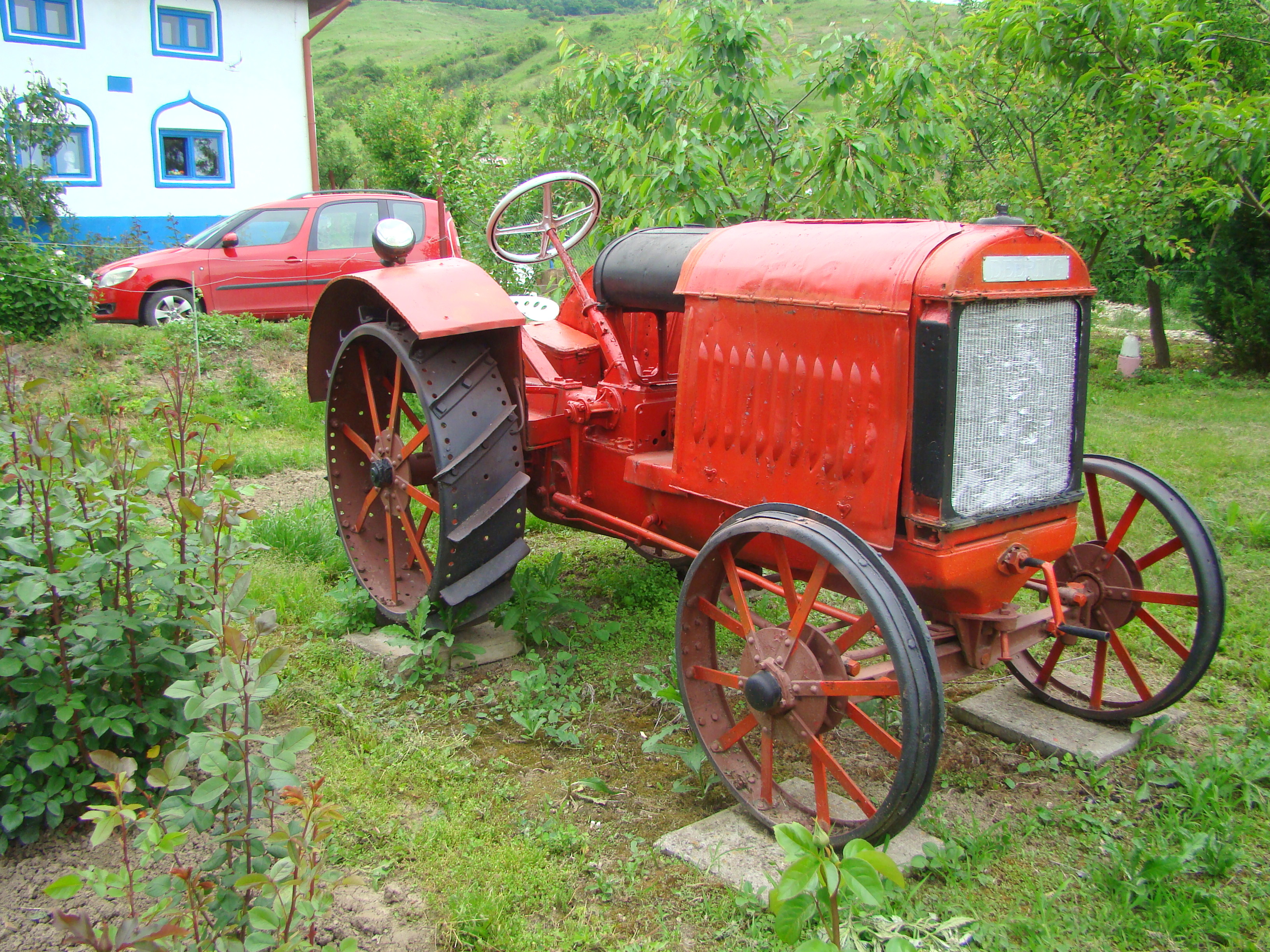

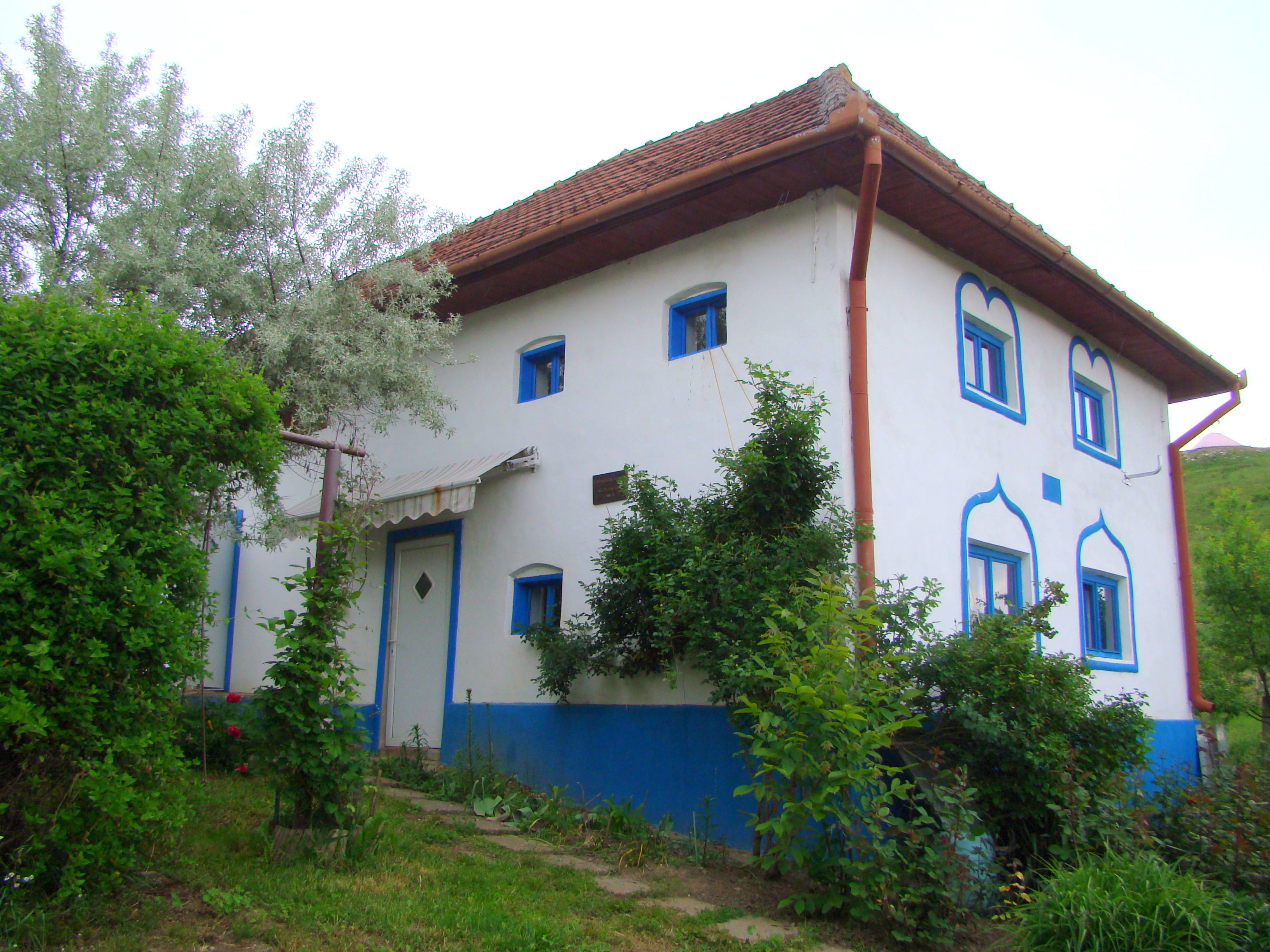
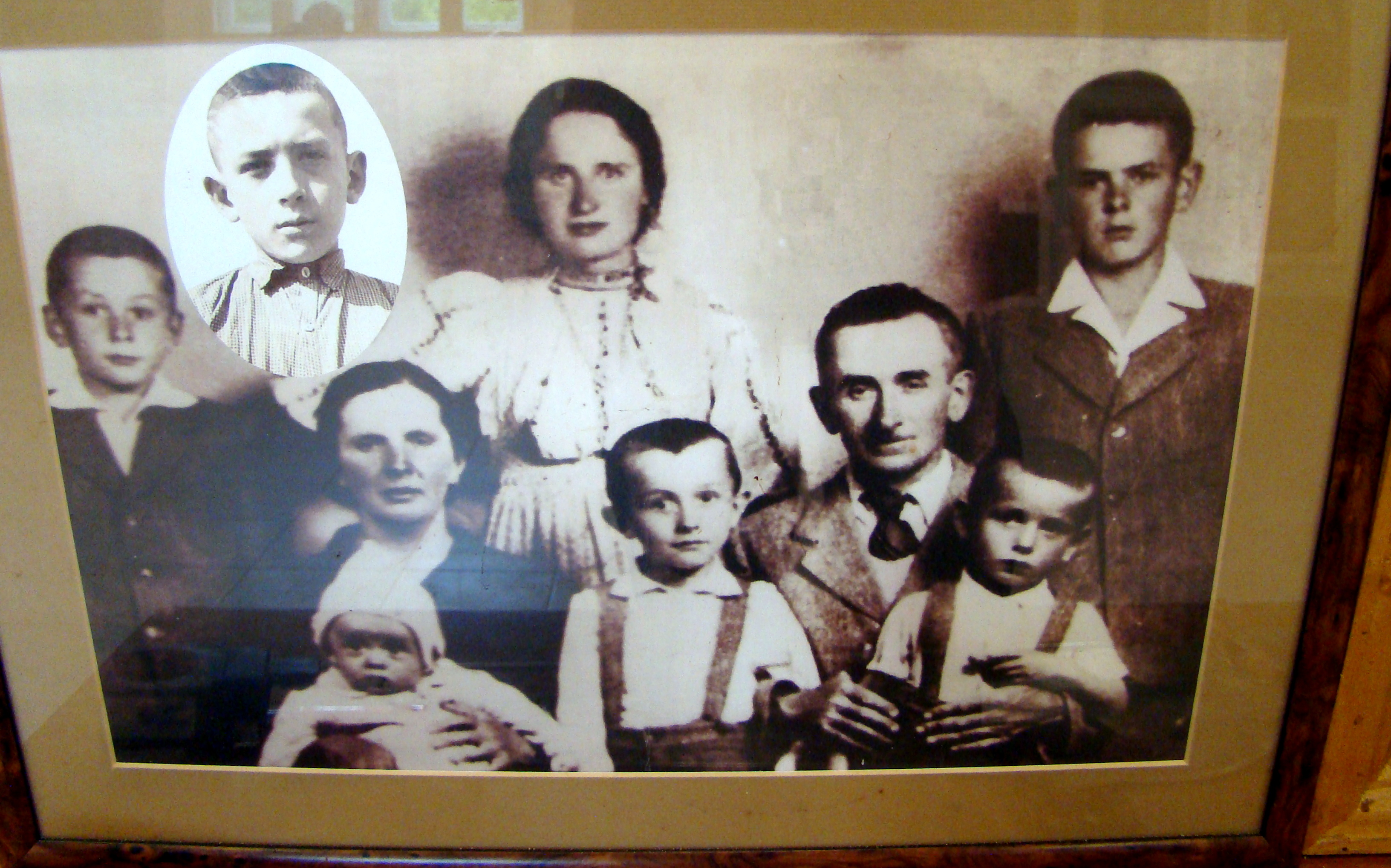
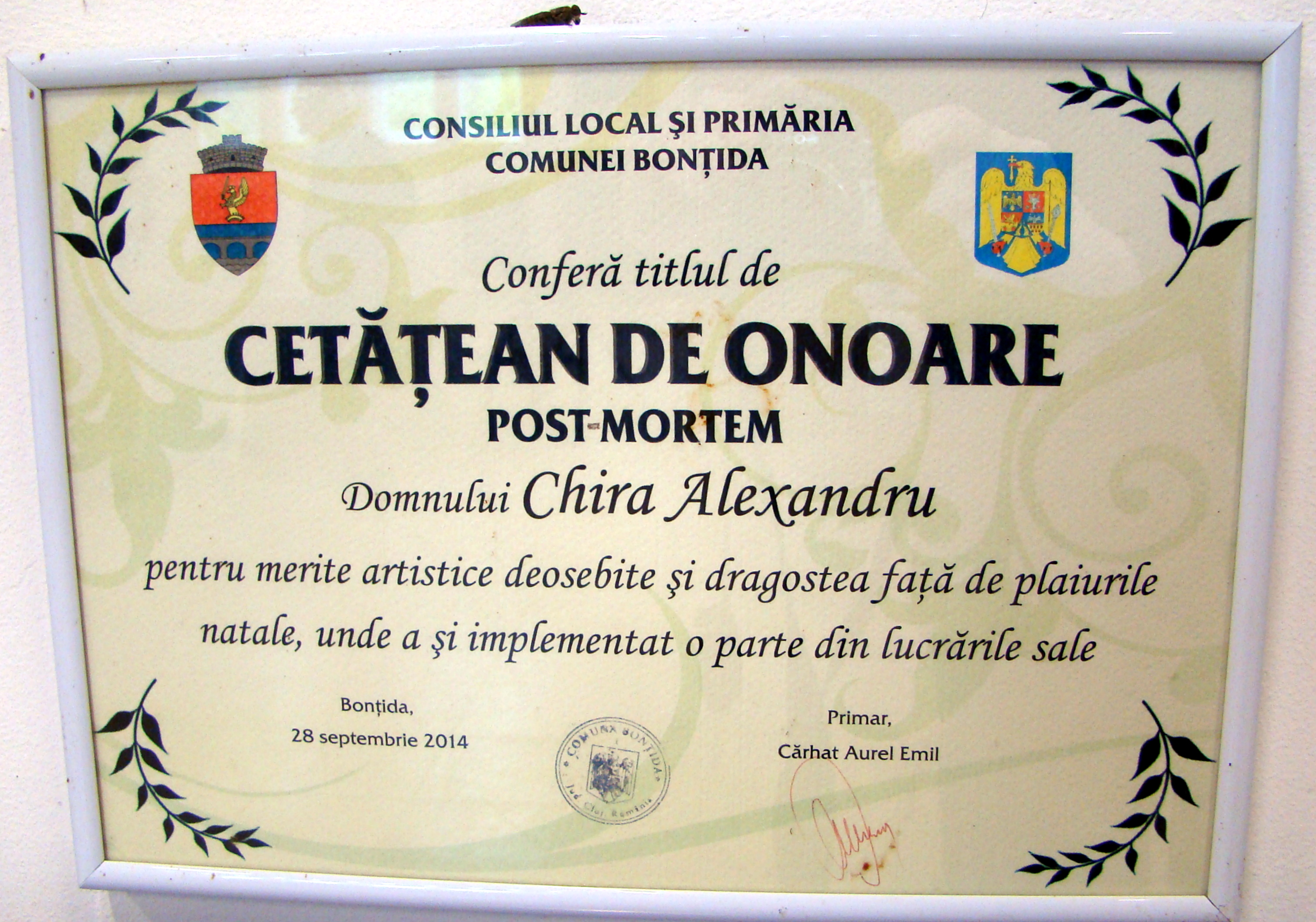
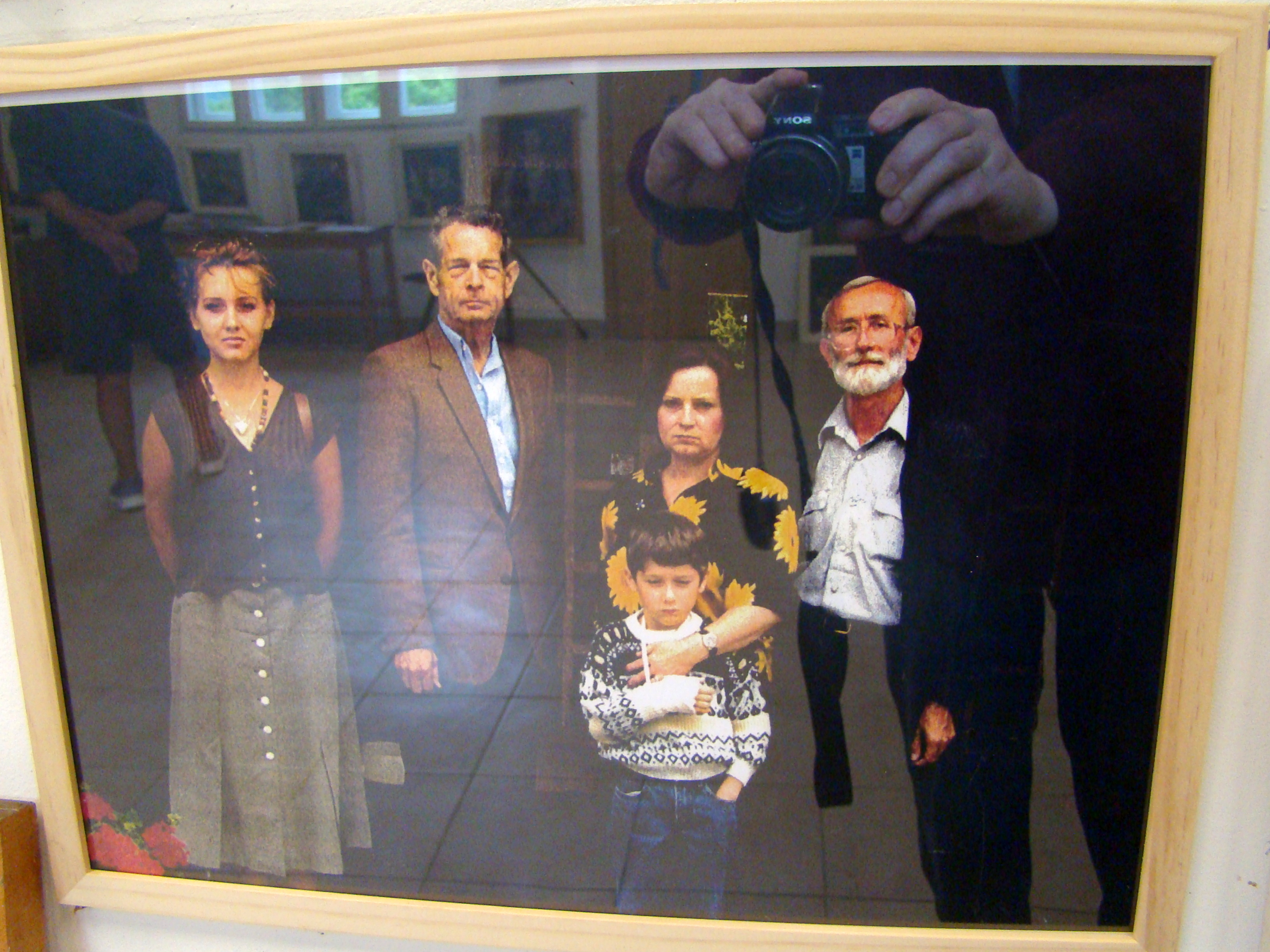
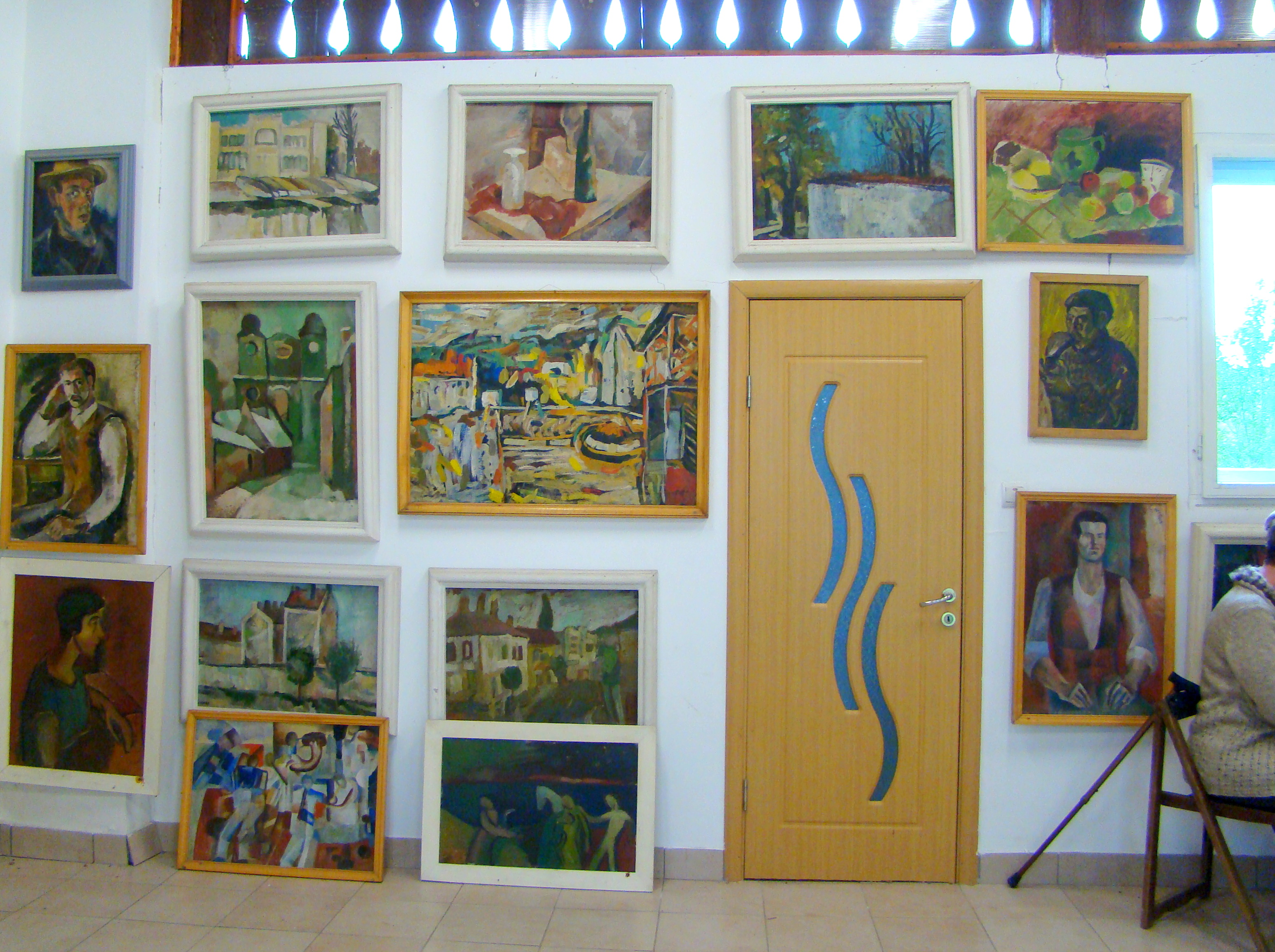
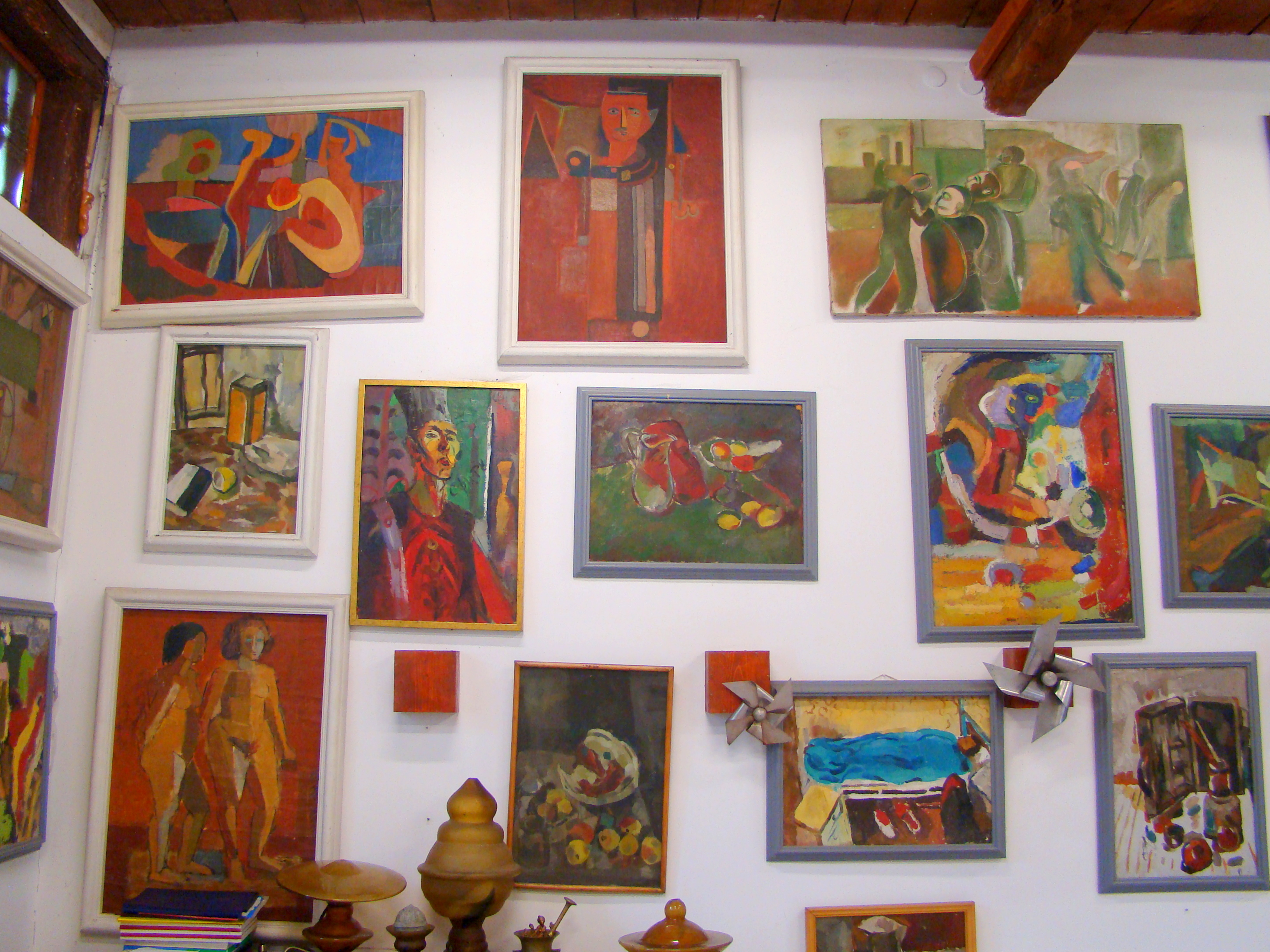
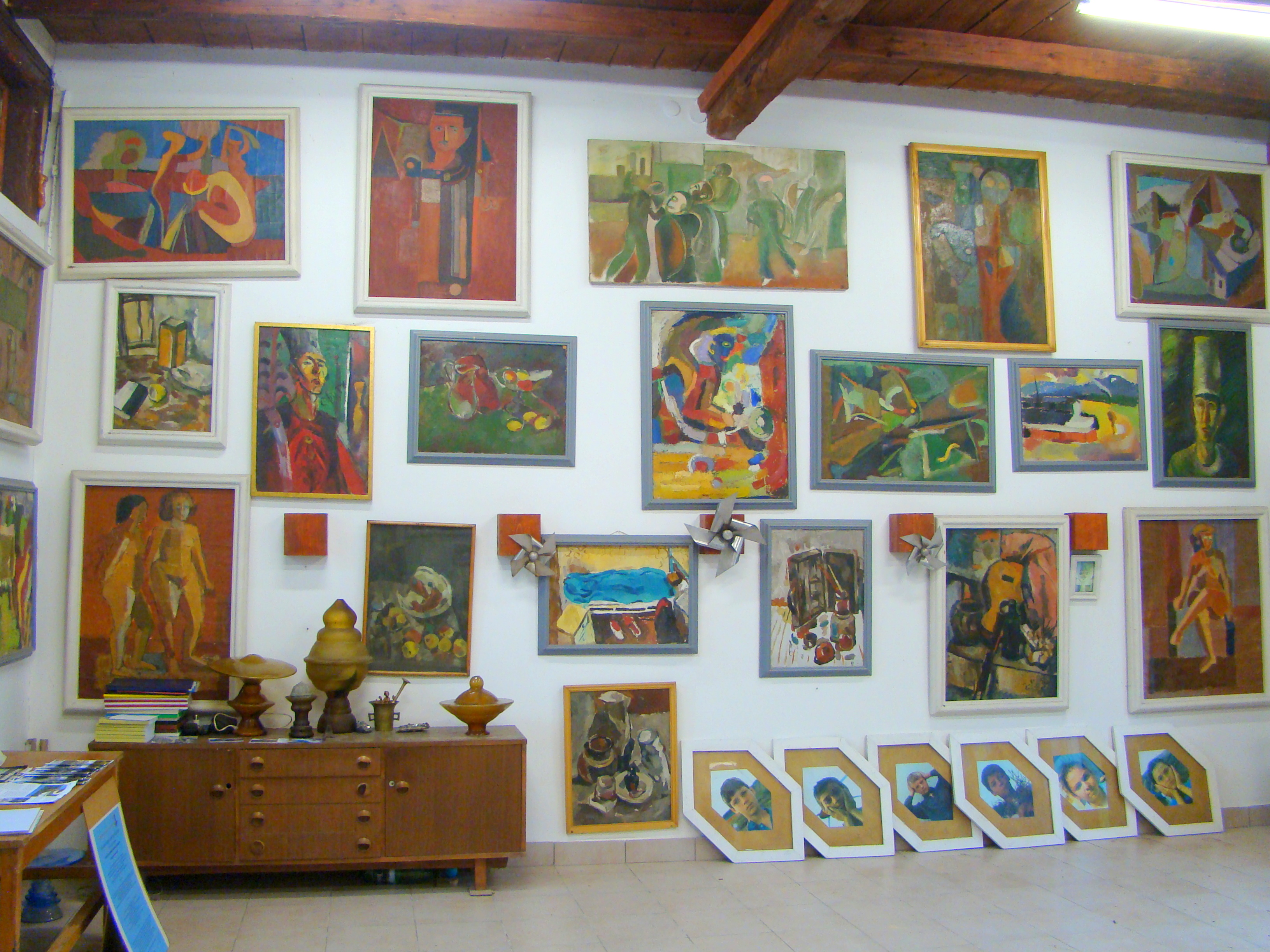
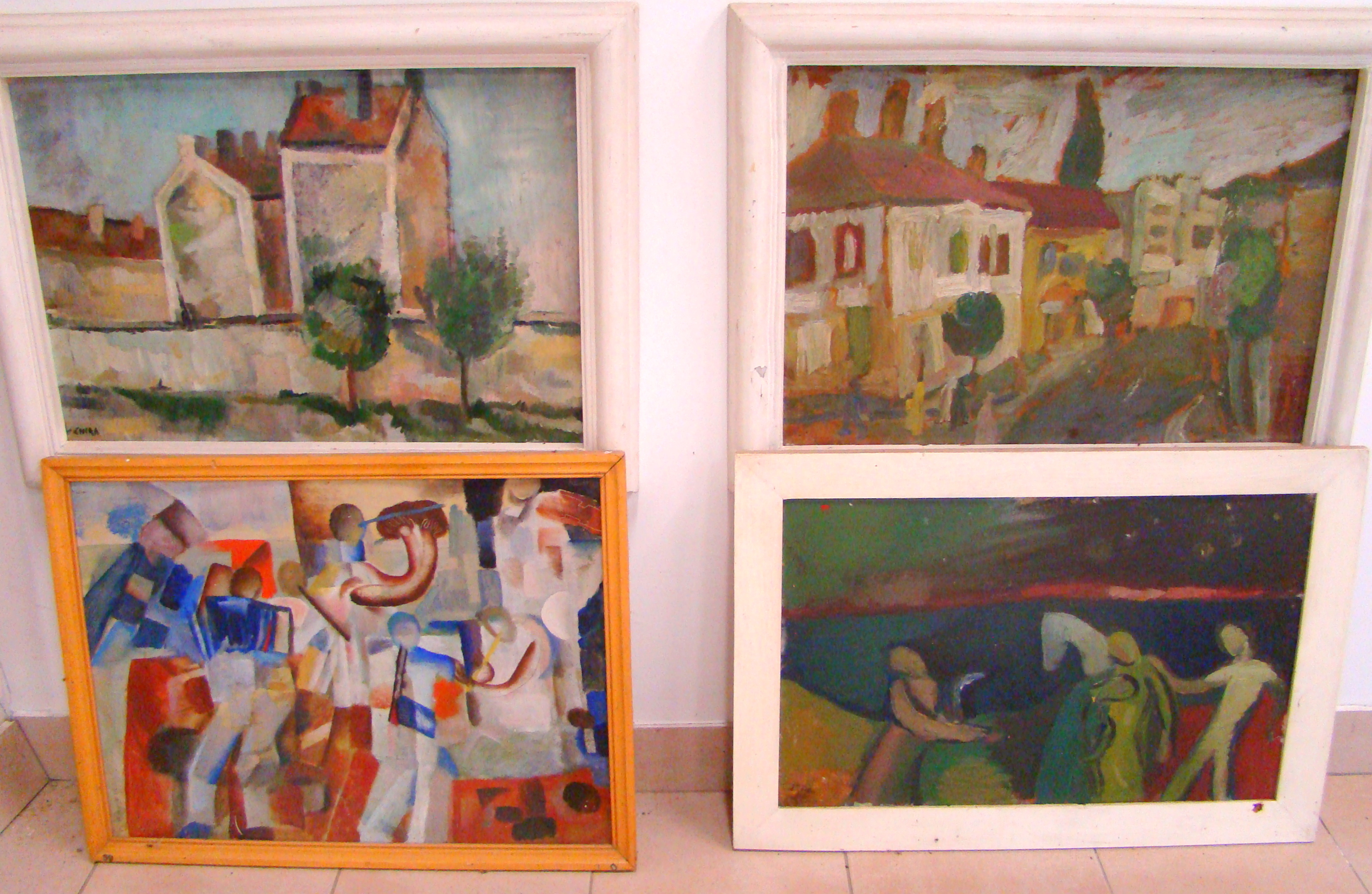
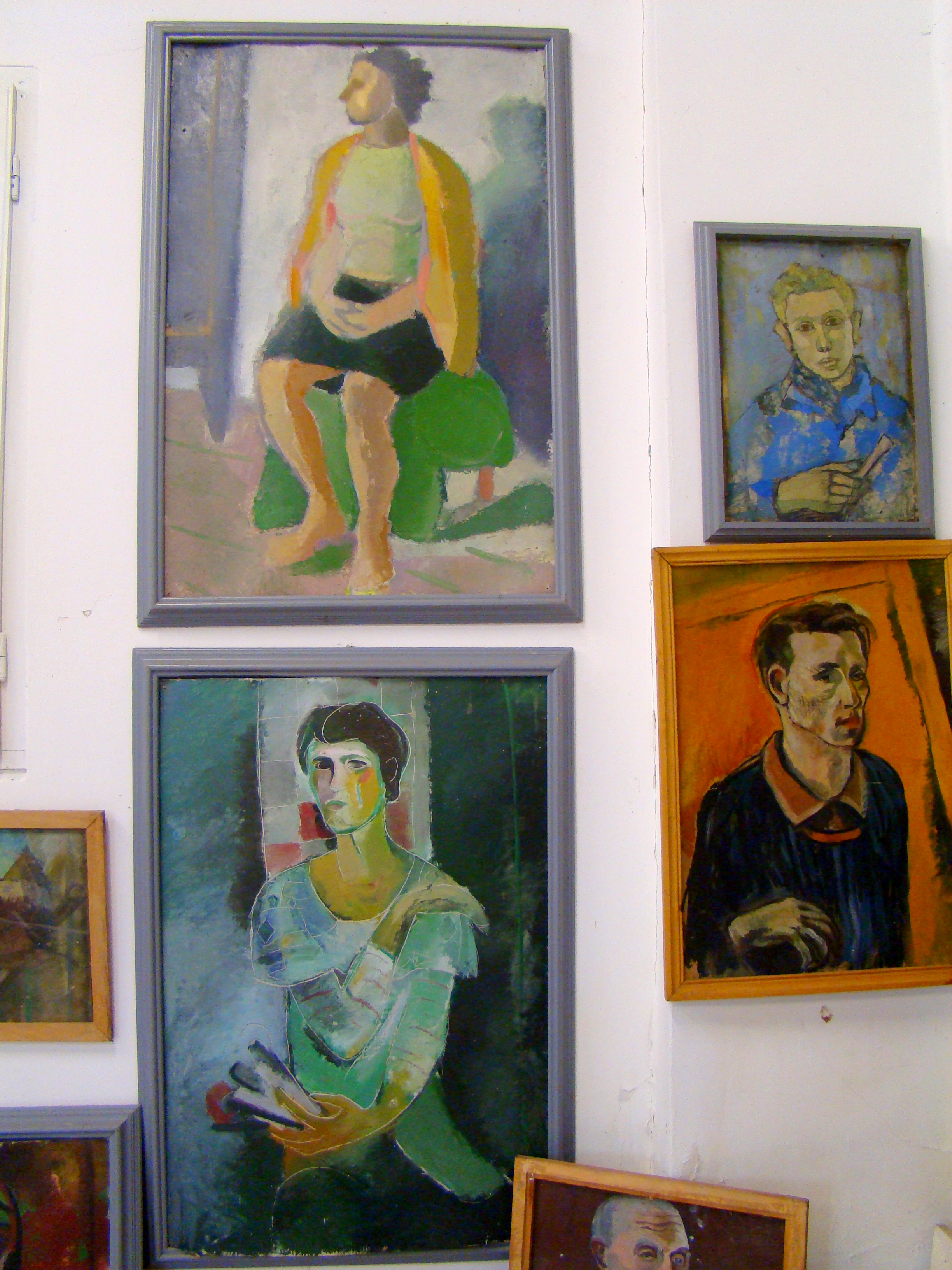
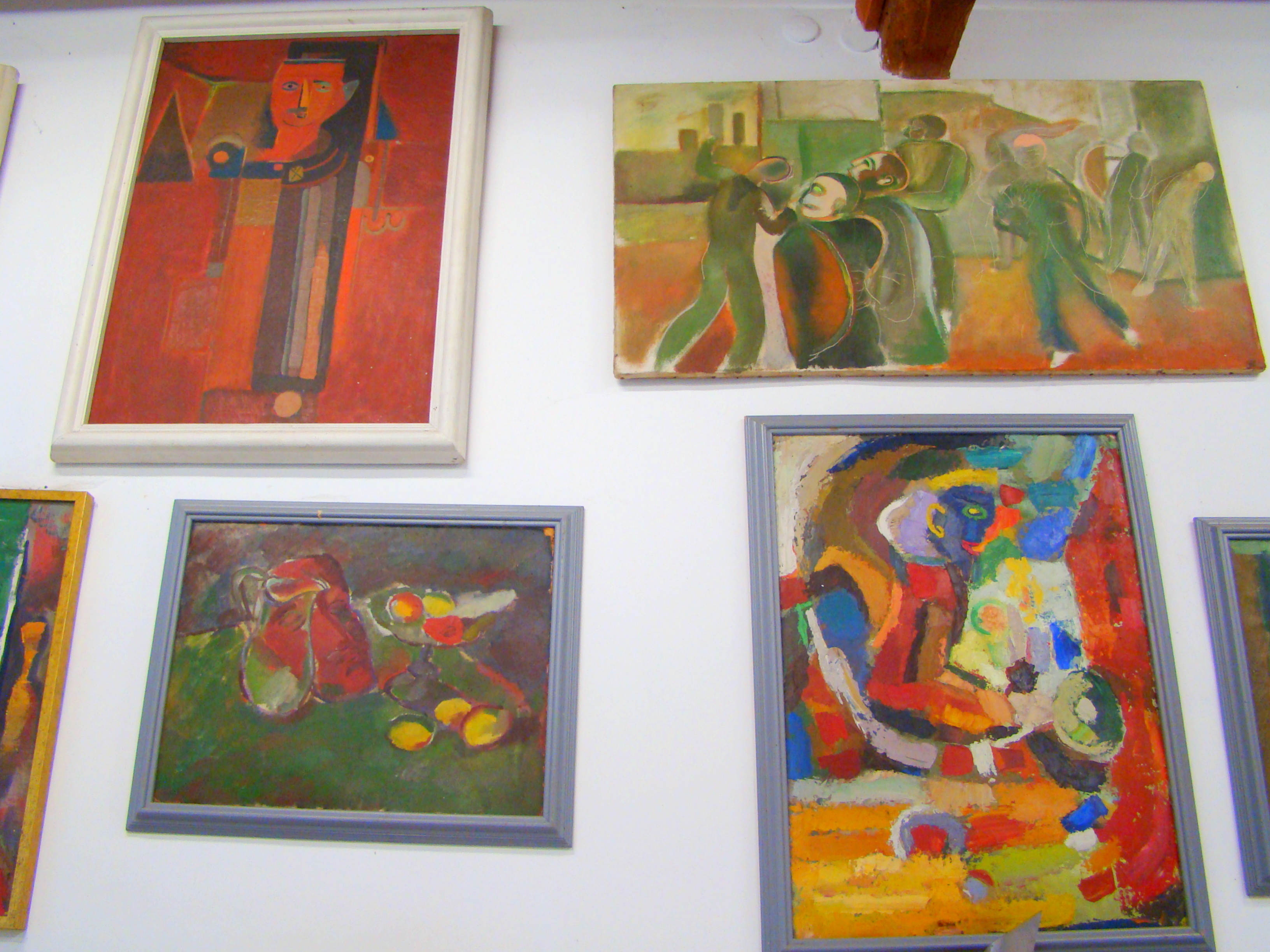
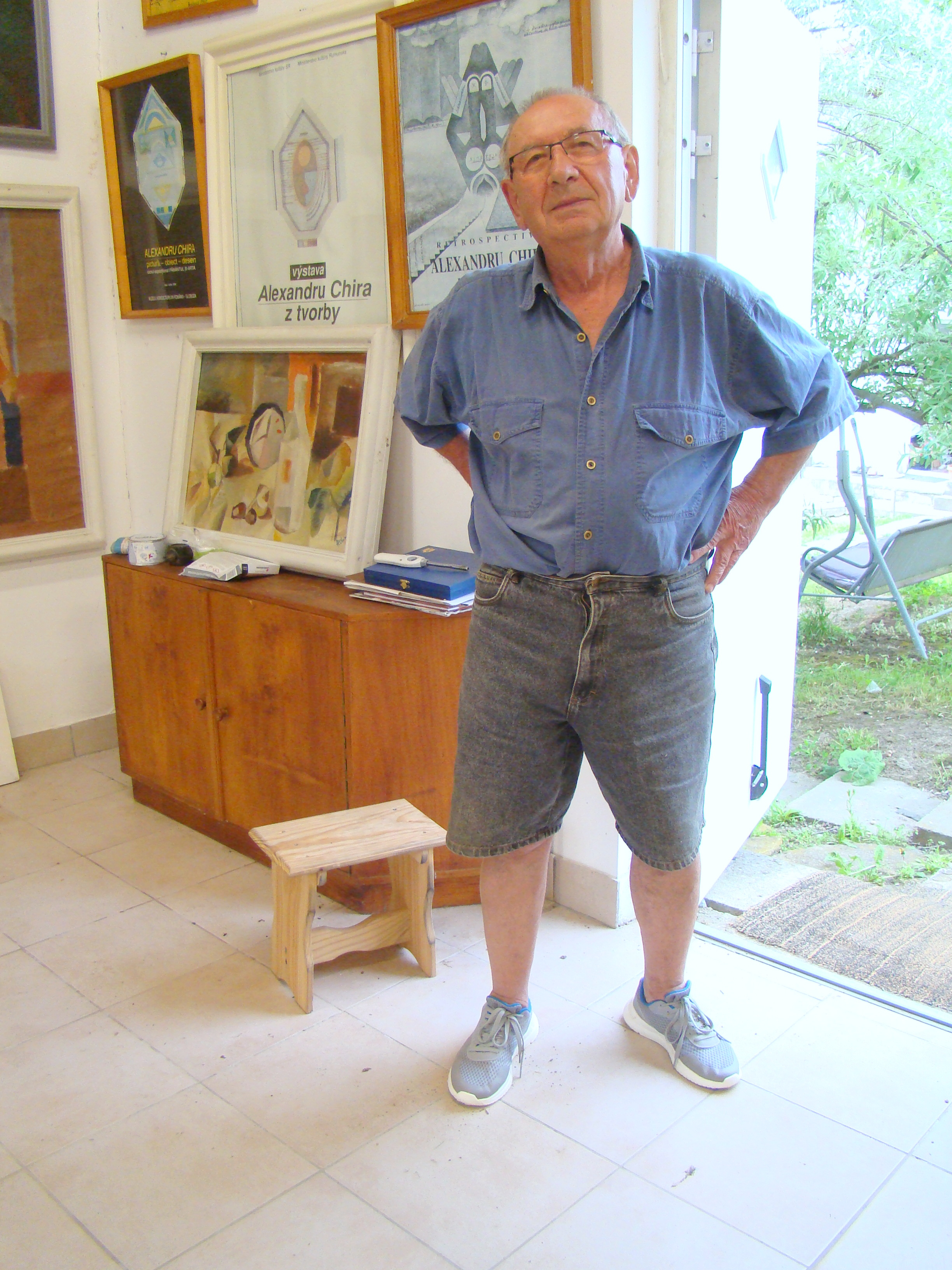
Custodele casei memoriale, fratele pictorului, Ștefan Chira
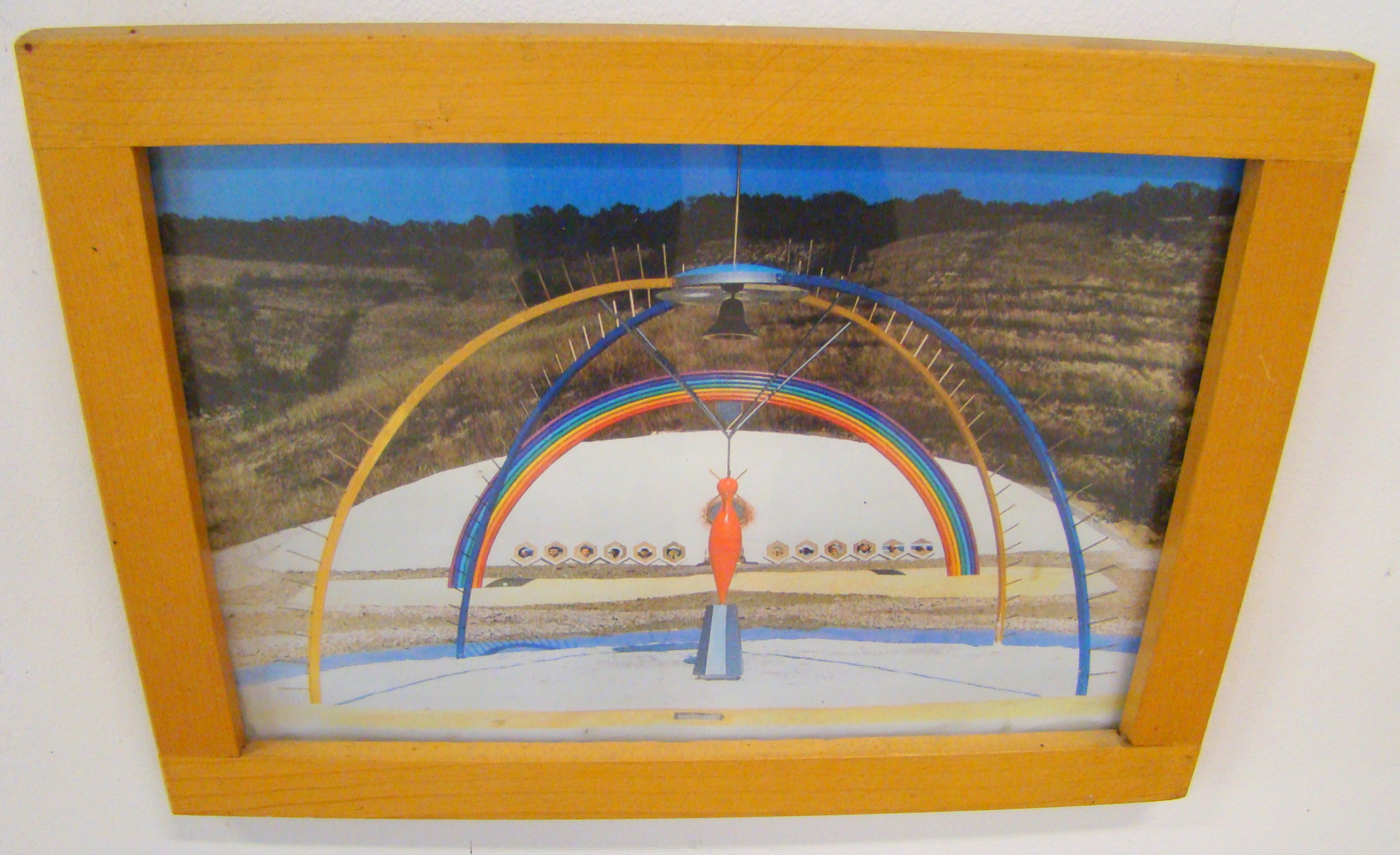
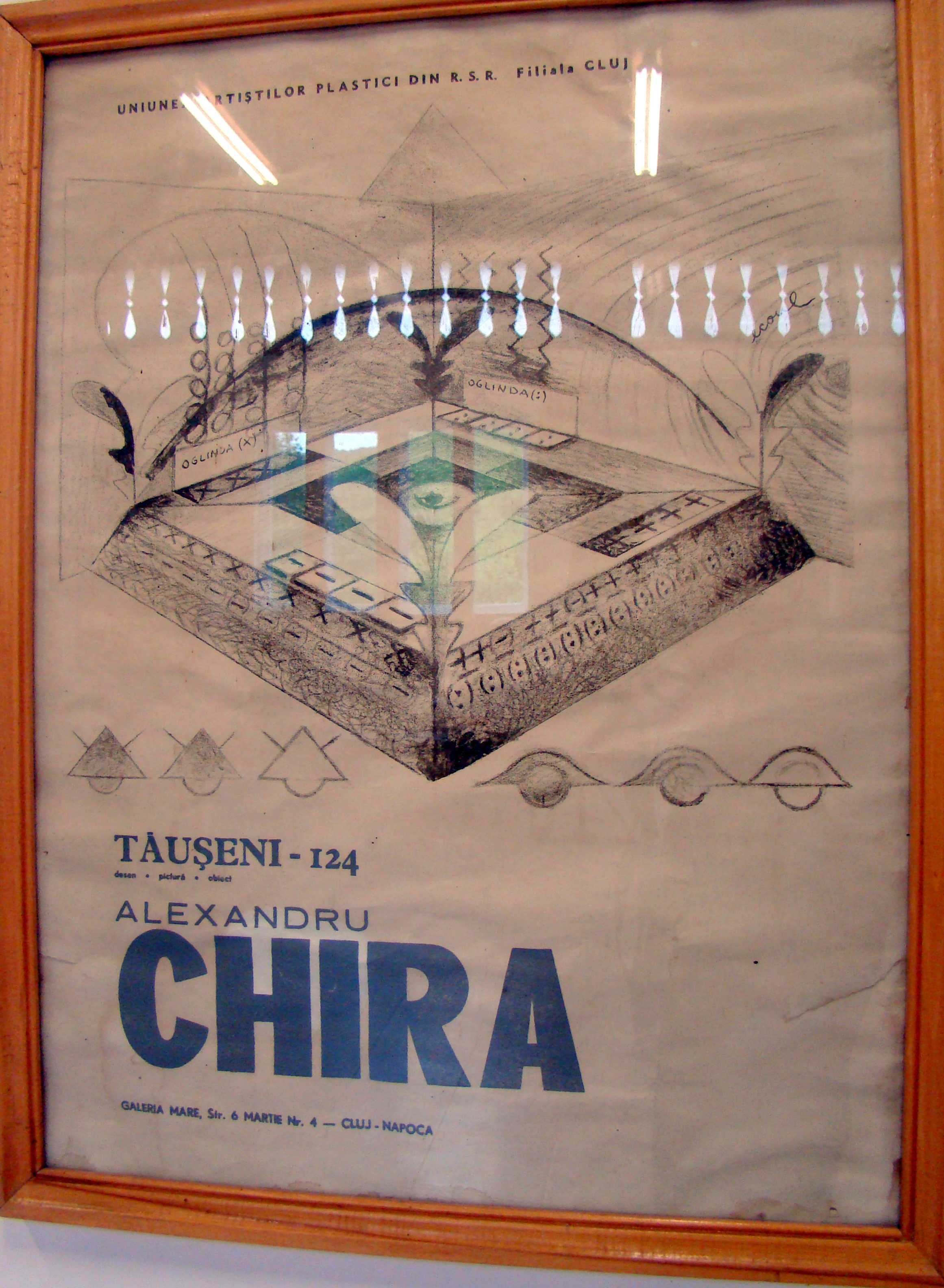
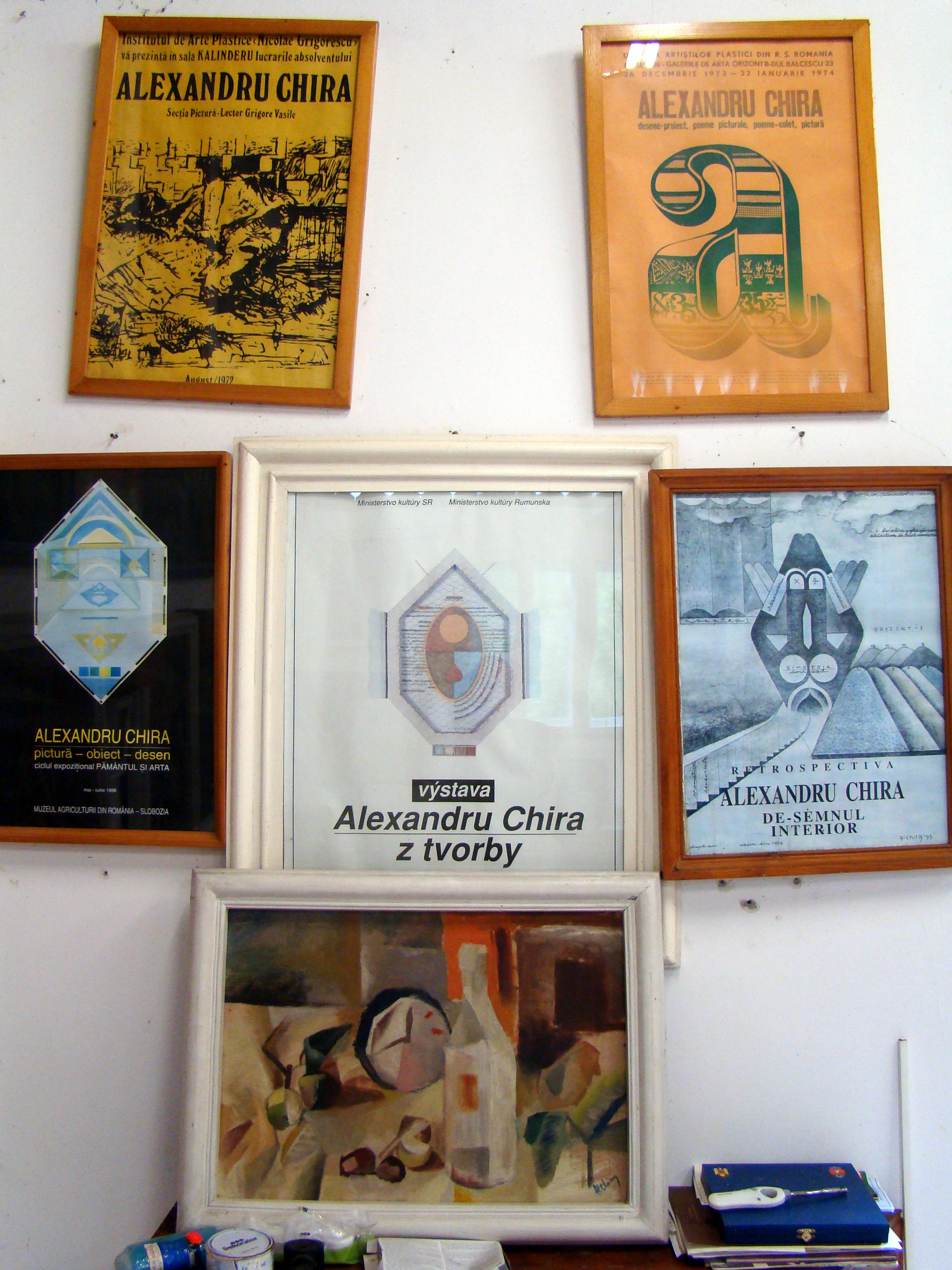